# Tapisserie médicéenne
La fabrication de tapisserie médicéenne (ou tapisserie florentine) a été une heureuse intuition de Cosme Ier de Toscane, alors (duc de Florence), qui en 1546 appela à Florence deux maîtres tapissiers flamands qui travaillaient à Ferrare, à la cour du duc Hercule II d'Este. Son but était d'implanter dans la ville un atelier de tapisserie. L'industrie du tissage des tissus de laine et de soie avait déjà une longue histoire à Florence : dès le XIIIe siècle, les tisserands appartenaient à un Art et avaient leurs propres statuts.
Les tapisseries anciennes sont des spécimens d'une forme particulière d'art. Elles sont parfois endommagées par l'usage et par la lumière, donc nous arrivent dans des conditions précaires : pour cette raison on les conserve, pendant longtemps, enroulées et enfermées dans les dépôts.

## Historique

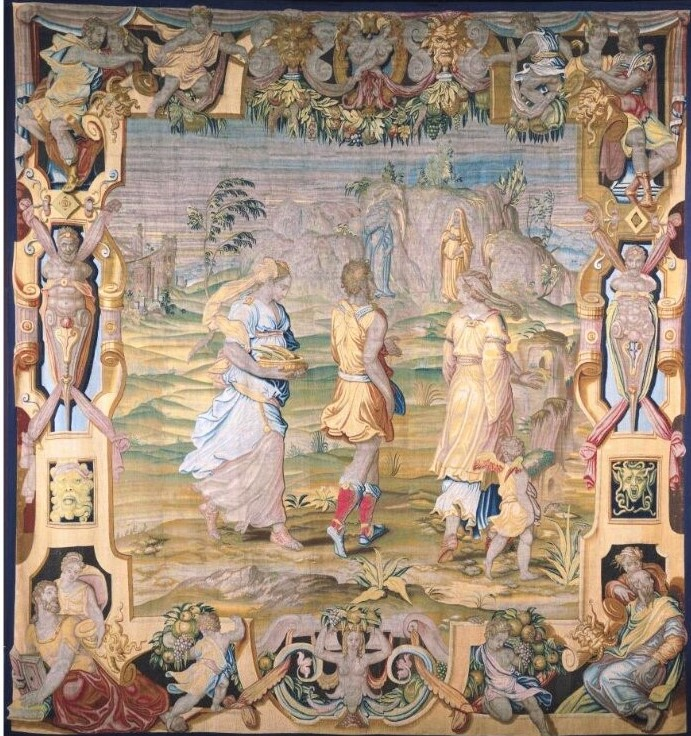
B. Squilli, Les Trois Âges de l’homme, 1595 (Londres).

La  tapisserie médicéenne , ou  florentine, est née sur l'impulsion et par la volonté de Cosme Ier qui, poussé par sa passion pour l'art, mais aussi par son intuition d'entrepreneur, chargea en 1545 les deux tapissiers flamands Jan Rost (it) et Nicolas Karcher (it) d'installer à Florence une fabrique de tapisseries et de former des ouvriers textiles toscans.
Selon le contrat du 20 octobre 1546, le duc aurait fourni aux deux maîtres tapissiers flamands 24 métiers à tisser et payé 600 écus d'avance, en versements mensuels, ainsi qu'un montant supplémentaire pour chaque tapisserie terminée, qui pouvait varier selon la finesse du travail effectué. Les deux tapissiers pouvaient aussi tisser pour des commettants toscans ou étrangers et ils étaient alors libres de fixer le prix. Le salaire des travailleurs était à la charge des deux tapissiers, qui devaient aussi pourvoir au matériel à tisser. Les dessins demeuraient leur propriété et ils pouvaient les réutiliser.
Cosme Ier entendait donc attirer des maîtres tapissiers — qui devaient s'engager à garder toujours actifs un certain nombre de métiers —, mais aussi fournir du travail aux ouvriers locaux. La production florentine de laines et de tissus précieux garantissait des matières premières produites localement, en évitant des importations coûteuses en provenance des pays étrangers. Une véritable entreprise industrielle fut donc créée.

### Le début. Le maniérisme
Les ateliers des tapissiers étaient dispersés dans toute la ville : rue des Arazzieri, rue des Servi (Giovanni de Marchionne da Fivizzano et Benedetto de Michele Squilli, 1559), rue des Cimatori (Nicolas Karcher), rue de la Ninna, la rue de San Gallo (Jan Rost) et rue du Cocomero (Filippo di Jacopo et Giovanni di Bastiano Sconditi, 1555).
La tapisserie médicéenne se distingua par l'utilisation des matériaux précieux - soie, or, argent - et par des techniques de tissage élaborées. Au fil du temps et à cause des métaux lourds qu'on utilisait autrefois dans la phase de teinture des laines, les couleurs des tapisseries s'estompent. Pourtant à l'origine elles étaient lumineuses, comme on peut le voir par l'envers du tissu. Les fils de laine toscane étaient tissés avec des fils de soie, d'or, d'argent, pour créer des reflets.

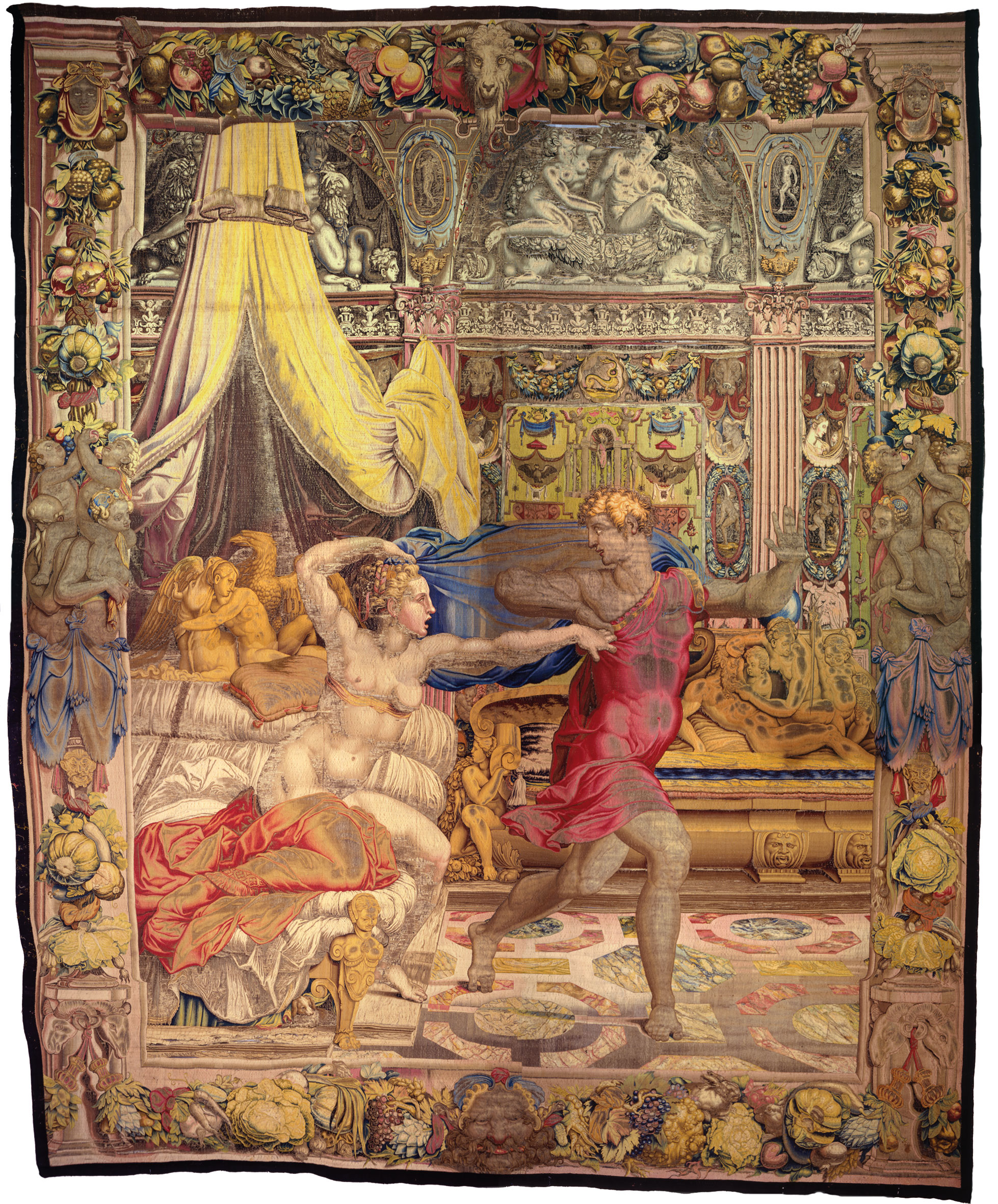
Bronzino, Joseph fuit la femme de Putifar, 1549 (Quirinal).

Les tapissiers, à Florence, interprétaient les dessins des peintres connus, tels que Bronzino, Francesco Salviati, Bachiacca (Francesco d'Ubertino).
Giorgio Vasari, dans Les Vies des meilleurs peintres, sculpteurs et architectes a écrit que Bachiacca « fit […] de petites figures qui furent destinées aux cartons de tous les mois de l'année, il mit en œuvre des beaux tissus de tapisserie de soie et d'or,. »
Giorgio Vasari - inventeur prolifique et inspirateur de sujets pour les tapisseries florentines - conçut une décoration complexe pour le Palazzo Vecchio. Chaque salle devait avoir ses tapisseries qui faisaient allusion - parfois de manière symbolique - aux fresques des plafonds : c'était un projet artistique qui prenait ses idées du monde littéraire.
Parmi les premières pièces tissées, les « spalliere » à grotesques, réalisées pour la salle d’audience du Palazzo Vecchio. La première série de tapisseries, les Histoires de Joseph, fils de Jacob, fut tissée en dix « panni » en 1546-1549 et la seconde en 1549-1552. La double texture empêchait la détérioration des tapisseries, permettait leur enroulement et donc leur conservation. Bronzino, auteur du plus grand nombre des dessins de cette série, remplissait avec des figures en style « michelangiolesco », en laissant peu de place au paysage. Pour les dessins, il fut aidé par Raffaellino del Colle. Salviati exécuta le carton pour Le Rêve des vaches maigres et des grasses ; Jacopo Pontormo exécuta les dessins pour la Lamentation de Jacob et le Benjamin retenu (mais cette dernière tapisserie soulève quelques doutes, même s'il existe un dessin de Pontormo au Cabinet des dessins et des estampes du Musée des Offices).
Les bordures, dessinées par Bronzino, s'inspirent de tapisseries flamandes, achetées auparavant par Cosme Ier : ce sont des arbousiers, des grenades, des concombres, des melons, mais aussi des figures animales et anthropomorphiques qui constituent un ensemble de symboles, en partie hermétique et difficile à interpréter.
La tradition de la manufacture grand-ducale des « creati fiorentini » se poursuit en 1555, avec Giovanni Sconditi et Benedetto Squilli qui ont dirigé les deux « botteghe »ducales de Rost et de Karcher et qui ont produit des tapisseries pour l'ameublement du Palazzo Vecchio et de la villa de Poggio a Caiano. En 1588, le chef de la manufacture de tapisseries était Guasparri Papini.

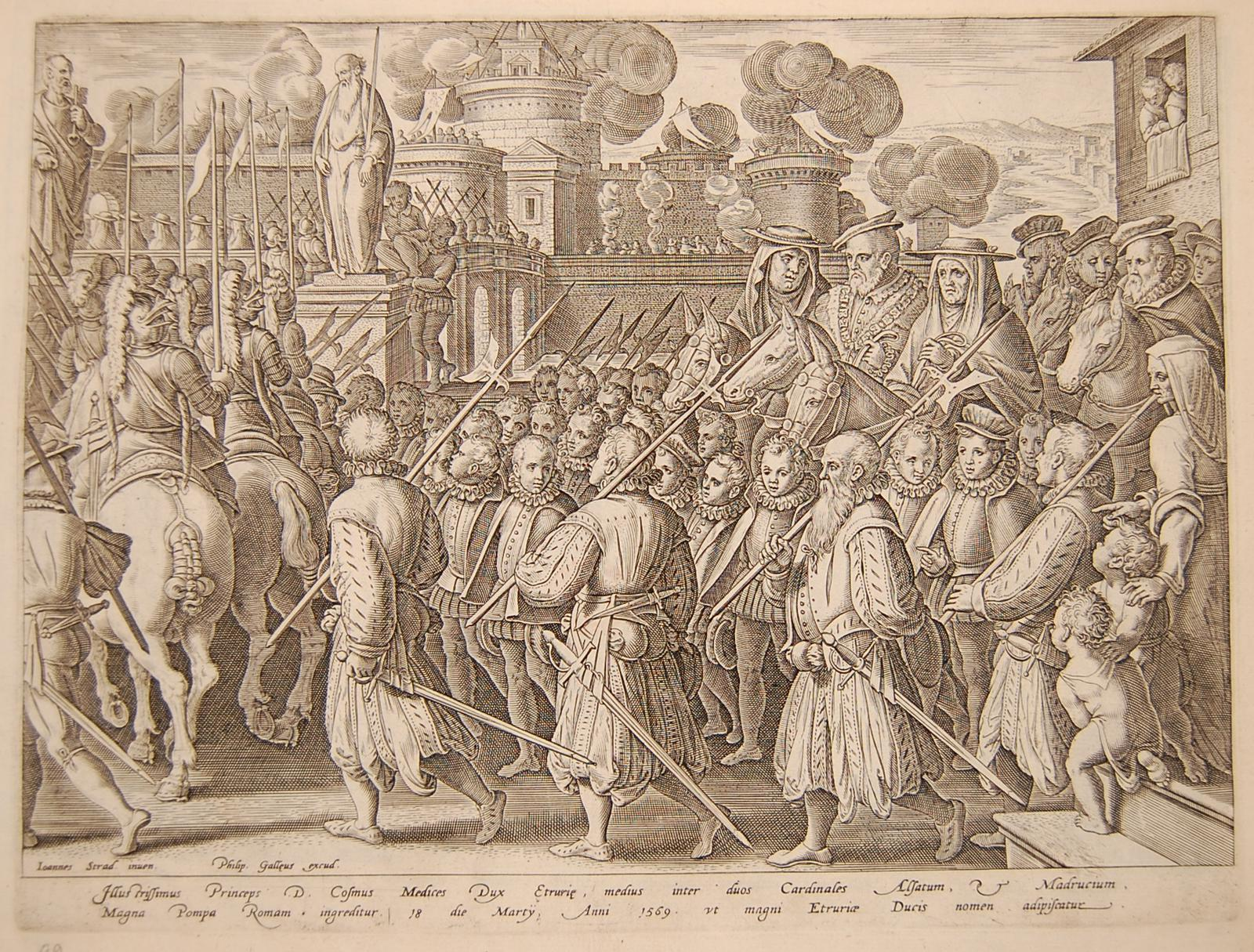
Entrée de Cosme Ier à Rome, gravure d’après le Stradano, 1580.

Le peintre flamand Jan van der Straet, dit le Stradano, est connu aussi pour l'activité de dessinateur pour la manufacture médicéenne de tapisseries : il a réalisé plus de 130 dessins, illustrant les techniques et l'histoire de la pêche et de la chasse. Parmi ces dessins, certains ont été choisis pour les cartons de la série des Chasses, qui a été tissée entre 1568 et 1570 pour décorer la Villa médicéenne de Poggio a Caiano.
À partir de 1565, le Stradano commence à dessiner la série Storie Fiorentine, conçue comme une collection de faits exemplaires - qu'ils se soient produits ou qu'ils soient symboliques - qui ont le but d'exalter les vertus de la dynastie des Médicis. Ce projet de louange courtisane, selon l'idée de Giorgio Vasari, doit remplir entièrement le Palazzo Vecchio. Les tapisseries sont restées à Florence, mais réparties entre les Offices, la Galerie de l'Académie et la Bibliothèque Laurentienne. En 1583 a été publiée à Anvers une collection de 22 gravures, qui reproduisent une partie des dessins du Stradano pour les Storie Fiorentine,.
De la manufacture grand-ducale est sortie aussi la série de la Passion du Christ, tissée par Guasparri Papini, sur les cartons d'Alessandro Allori et de Lodovico Cigoli. Le tapissier Guasparri Papini a réalisé aussi, après 1589 et sur les dessins d'Alessandro Allori, trois dessus-de-porte (« portiere ») aux armes de Médicis et de Lorraine.

### Images (Bronzino)

Agnolo Bronzino, Histoires de Joseph, fils de Jacob
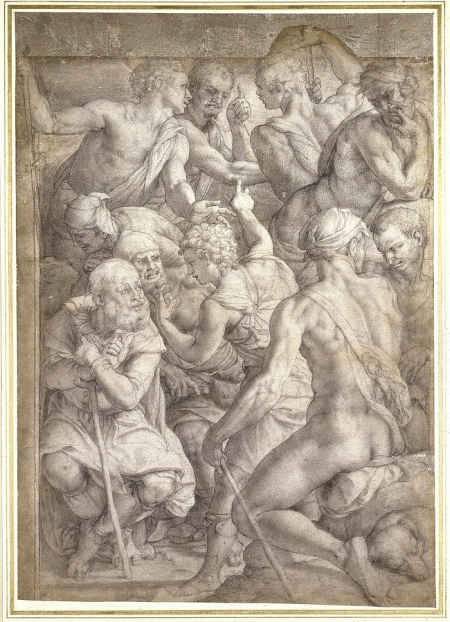
Bronzino, Joseph avec Jacob et les frères, 1546–1548, dessin (MET).
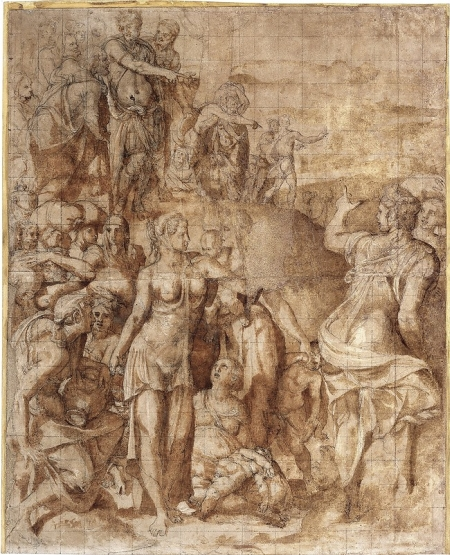
Bronzino, Le Pharaon reçoit Jacob en Egypte, 1551–1553, dessin (MET).
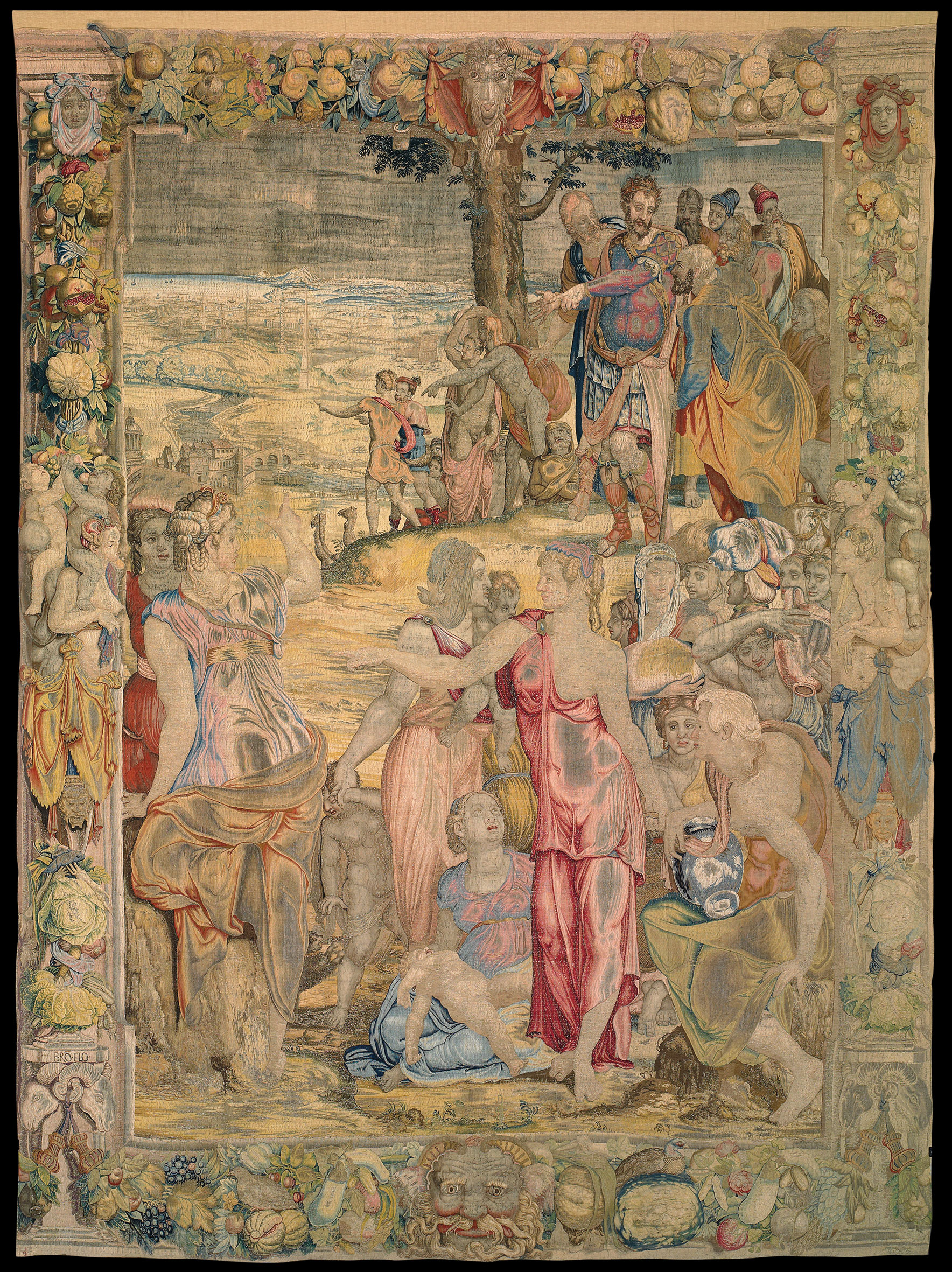
Bronzino, Le Pharaon reçoit Jacob en Egypte, 1553.

### LeXVIIesiècle. Le baroque

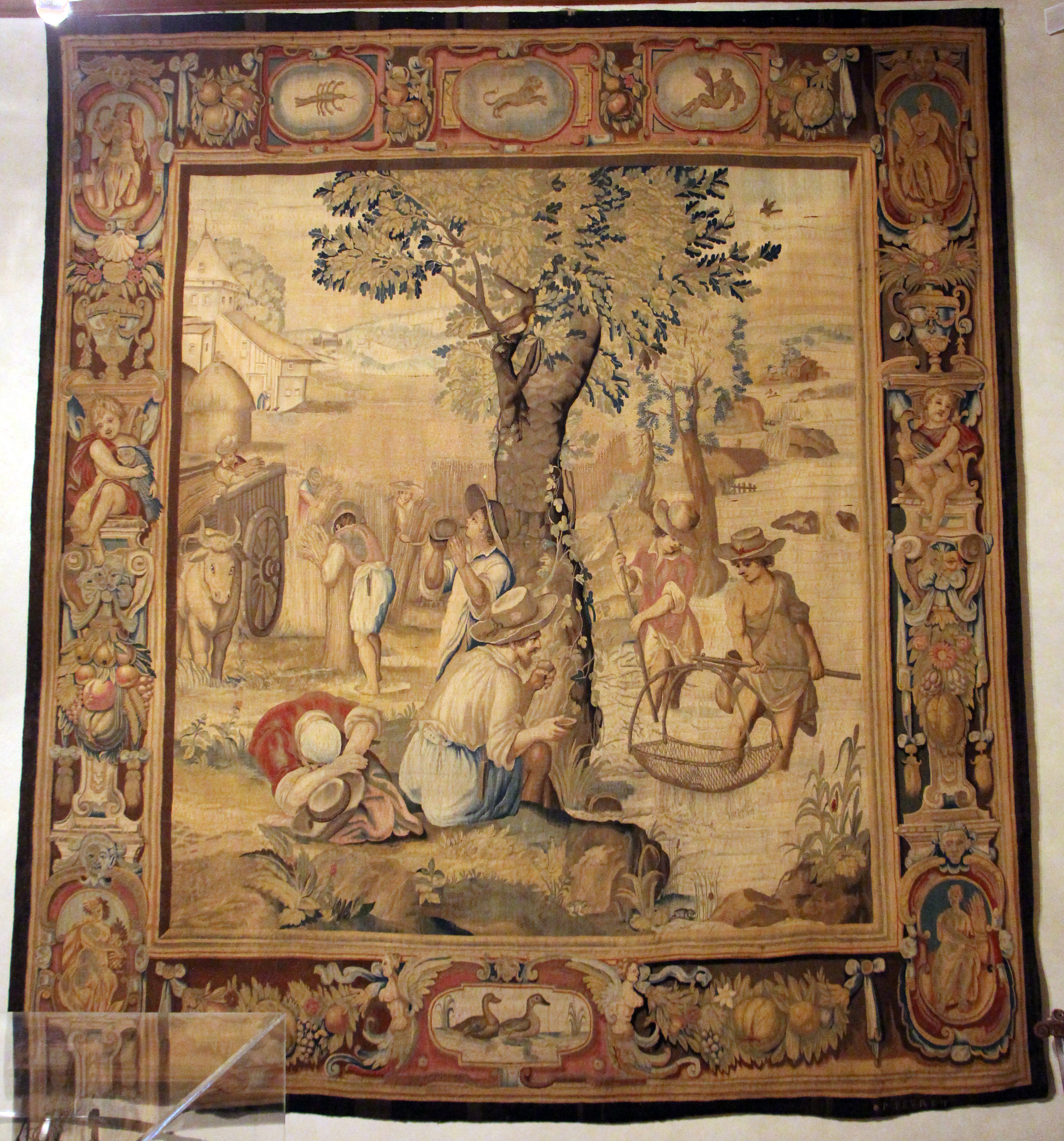
L'Été, Pietro Févère sur dessin du Stradano et carton de M. Cinganelli, 1637.

Entre 1613 et 1618 fut tissé pour le comte espagnol d'Altavilla le panneau des Histoires du roi Ferdinand et en 1622 fut réalisée la série Histoires de sainte Catherine, destinée à Naples. Guasparri Papini meurt en 1621 et le flamand Ebert Van Asselt lui succède à la direction de la tapisserie. Au marquis de Pescara furent envoyées en 1623 Les Chasses et en 1629, au cardinal Borgia, à Rome, les Histoires de Scipion l'Africain. Michelangelo Cinganelli a dessiné une Histoire de Phetont (Offices).
Ebert Van Asselt meurt en 1630 ; il est remplacé Pietro Févère (Lefebvre) — ami du peintre Giusto Sustermans — qui introduit à Florence la technique de tissage de haute lice. Les dessins sont préparés par de nouveaux peintres tels que Filippo Tarchiani (it), Gismondo Coccapani, Baccio del Bianco, Jacopo Vignali et Lorenzo Lippi. Au Palazzo Vecchio sont conservées la série Les Saisons et la série Les Heures (Le Char du soleil, Le Crépuscule, La Nuit, Le Crépuscule du matin).
Les petits dessus-de-porte et les tapisseries en colonne, qui créent des effets scénographiques et illusionnistes, sont alors très recherchés, les motifs ornementaux et architecturaux ainsi que les éloges au grand-duc et a sa famille étant préférés. Agostino Melissi dessine la série Histoire d'Alexandre (1642-1650) et la série Histoire de Moïse (1650-1659) qui, dans les cadrages architecturaux du sujet, interprète avec douceur le nouveau goût baroque. Melissi donne aussi le dessin pour un panneau  des Histoires florentines, que la tapisserie médicéenne a recommencé à tisser, avec de nouveaux épisodes et d’autres dessins (Histoires de Laurent le Magnifique, 1653 ; Histoires de Jeanne d'Autriche, 1654 ; Histoires du Grand-Duc Cosme, 1658-1665).

### LeXVIIIesiècle. La fin

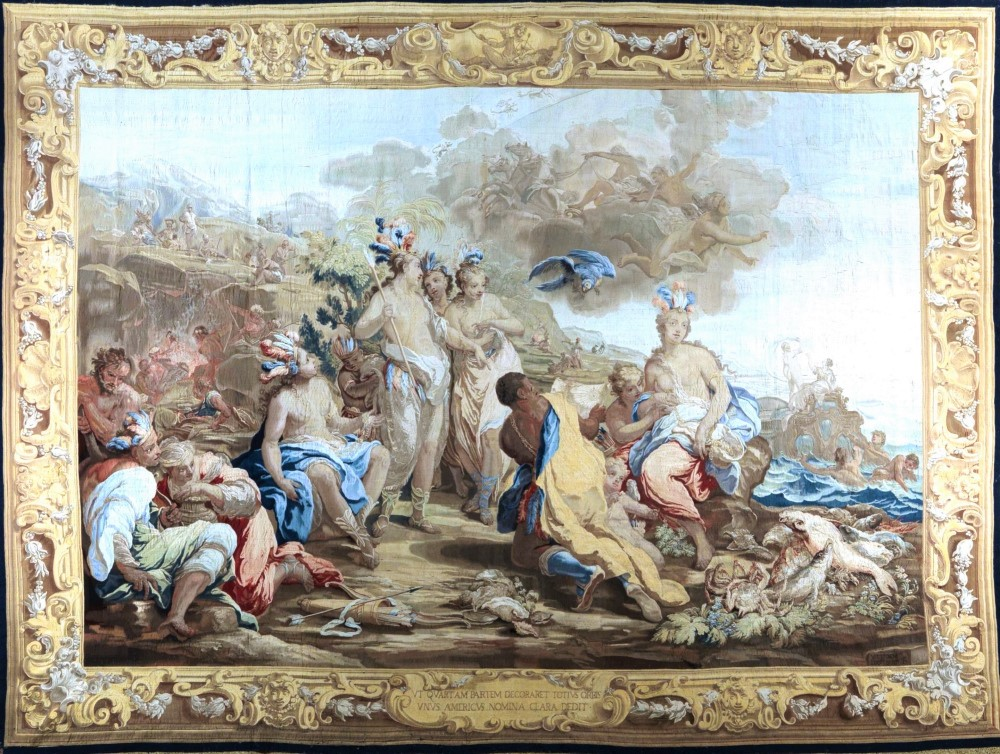
America, Vittorio Demignot sur dessin de Gio. Camillo Sagrestani, 1739.

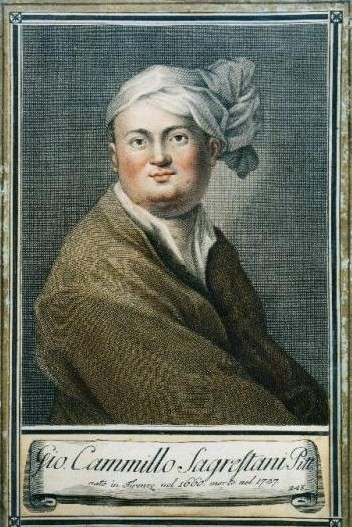
Autoportrait de Gio. Camillo Sagrestani.

De la tapisserie médicéenne sortirent la série Les Vertus, tissée par Giovan Battista Termini, 1700-1705 (Palazzo Vecchio) ; la série Les Quatre parties du monde, tissée par Vittorio Demignot et Leonardo Bernini, sur les cartons de Giovanni Camillo Sagrestani, 1723-1730 - série qui fut exposée le jour de l'entrée à Florence du nouveau grand-duc François II de Lorraine (grand-duc de Toscane du 1737 au 1765) et de son épouse Marie-Thérèse d'Autriche (Musée Bardini) ; Le Rat de Proserpine de Leonardo Bernini, sur le carton de Giuseppe Grisoni, 1733 ; La Chute de Phaéton, tapisserie de Bernini et dessin de Vincenzo Meucci.
Giovanni Camillo Sagrestani a dessiné trois tapisseries de la série Les Quatre Éléments, avec l'aide de Lorenzo del Moro (1735-1740). De cette série, Le Feu, sous les traits du dieu Vulcain, est sur le dessin de Matteo Bonecchi (Palais Pitti).
En 1738 le grand-duc François II de Lorraine ferme les ateliers de la manufacture et beaucoup de tisserands, restés sans travail, émigrent à Naples, en emportant de Florence les métiers à tisser, les matériaux de tissage et les dessins.
Il n'est pas facile de comprendre les motifs de cette décision : peut-être François de Lorraine n'aimait pas les tapisseries, ou peut-être voulait-il marquer une discontinuité avec la dynastie des Médicis ; peut-être encore, vivant la plupart de son temps à Vienne, considérait-il comme excessives les dépenses pour les palais florentins ; peut-être enfin voulait-il simplement suspendre cette activité pour la reprendre ultérieurement, mais les préoccupations pour la Guerre de Succession d'Autriche le détournèrent de ce projet. Il appela cependant à Florence des tapissiers de Lorraine qui réalisèrent un portrait du grand-duc lui-même, des panneaux avec des fleurs et des ornements pour les sièges. Après 1744 il n’y a plus de trace de travaux de tapisserie exécutés à Florence.
Des milliers de tapisseries ont été tissées à Florence entre 1546 et 1744. Outre les pièces produites pour décorer des villas, des palais et des églises, ont été créés des étendards et même des draps avec des sujets religieux ou des décors floraux, et des panneaux à exposer aux fenêtres et aux balcons à l'occasion des fêtes religieuses, comme la fête de saint Jean, la Fête-Dieu (Corpus Domini) et le Scoppio del Carro, le Samedi saint.

### Le royaume d'Italie
Le gouvernement du baron Bettino Ricasoli disposa que tous les objets d'art appartenant à l'État et qui se trouvaint à Florence devaient être réunis, par le Domaine de l'État, au Palazzo Vecchio. En 1864 les tapisseries (un millier environ) furent cédées à la Direction des RR. Galeries et Musées qui, en partie, les a exposées dans le Corridor de Vasari. En 1884, les tapisseries florentines ont été transférées dans un nouveau musée, au Palazzo della Crocetta en rue de la Colonna 26, où elles restèrent jusqu'en 1922. Après, on les partage : les Offices en reçoivent 45, d'autres tapisseries restent enroulées dans des entrepôts, ou sont exposées dans des bureaux publics.
Certaines séries ont été démembrées. Les « spalliere », tissées par Karcher sur dessin de Salviati, sont aujourd'hui partagées entre les Offices, le Musée des Arts décoratifs (Paris) et l'ambassade d'Italie à Londres. Les 20 tapisseries qui représentent les Histoires de Joseph, fils de Jacob, racontées dans la Genèse (37-50), furent divisées en 1882, pour volonté du roi de Savoie, entre Florence (Palazzo Vecchio) et le Palais du Quirinal (salle du Bronzino).
Après cent cinquante ans, une exposition itinérante - à Rome, à Florence et à Milan - a réuni ces 20 tapisseries. En avril 2018 le Quirinal annonce : « Les tapisseries de Cosme de Médicis retournent à leur Maison ».

## Les collections

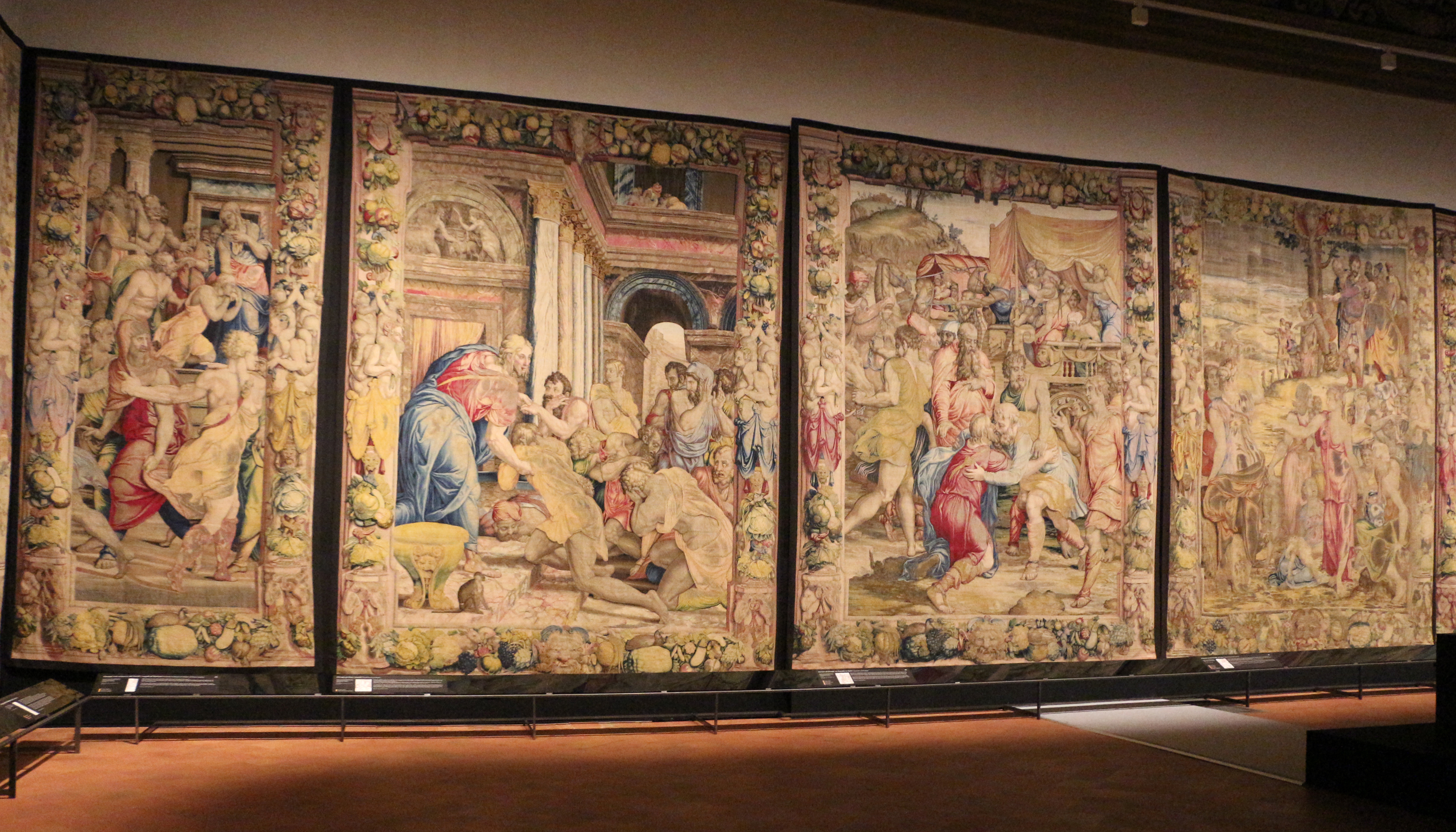
Histoires de Joseph, fils de Jacob, relocalisation temporaire dans la Salle des Dugento, Florence.

### Italie
Bergame. Basilique Santa Maria Maggiore de Bergame
- Tapisseries de la Vie du Christ, sur le dessin d'Alessandro Allori, 1583-1586 : Annonciation, Adoration des Mages, Adoration des pasteurs, Circoncision de Jésus.

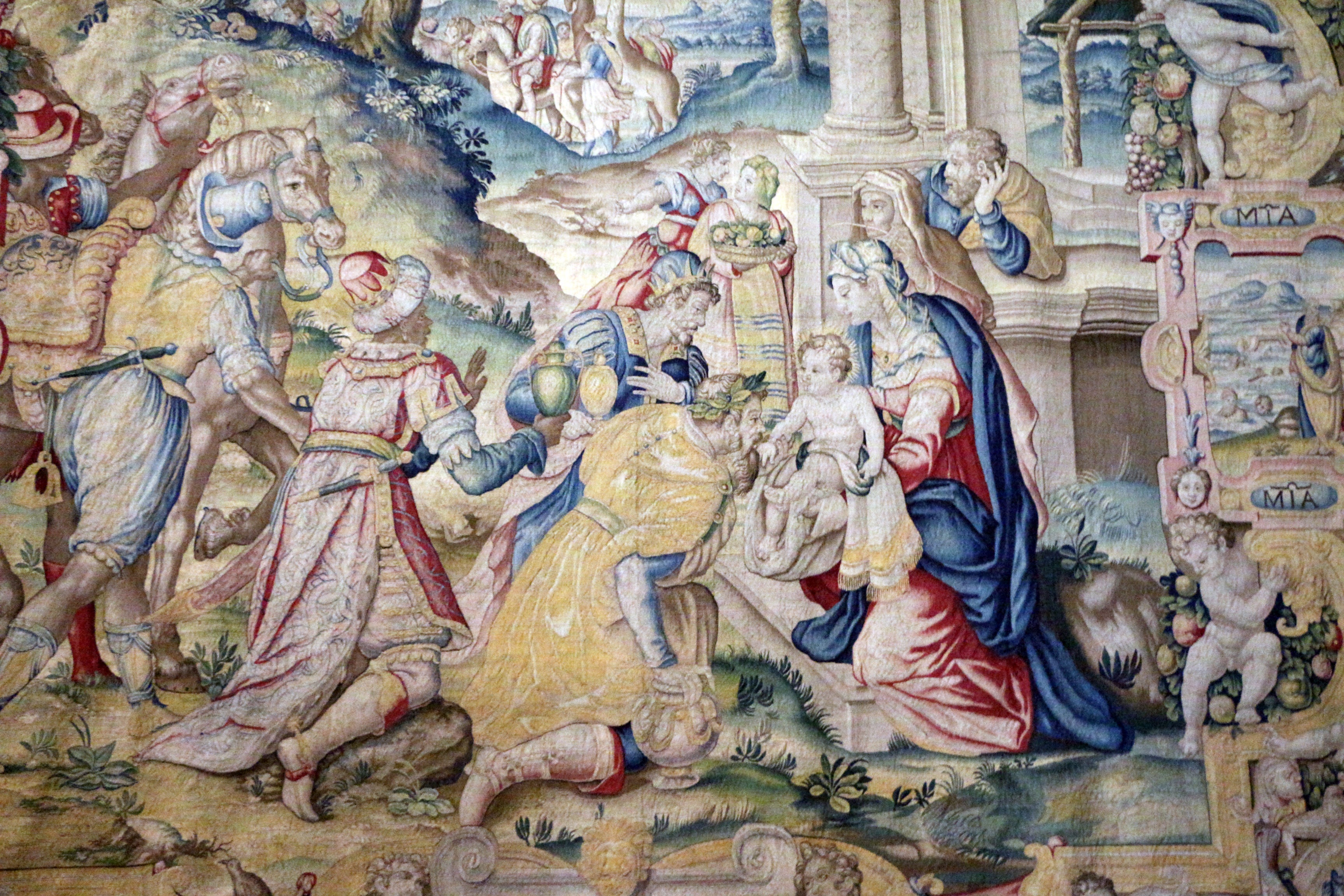
Sur carton d'Alessandro Allori, Adoration des Mages, 1583 (Bergame).

Cerretto Guidi. Villa Medicea di Cerreto Guidi
- Les Saisons, tissées par Peter Van Asselt, sur dessin du Stradano et le carton de Michelangelo Cinganelli, 1637.

Côme. Cathédrale Santa Maria Assunta
- Tapisseries tissées sur les cartons d'Alessandro Allori et données par la Compagnie du Sacrement : Le Sacrifice d'Isaac, 1597-1598; La Récolte de la manne, 1596; Caïn et Abel, 1597-1598; Le Rencontre entre Abraham et Melchisédek, 1596. Tapisseries tissées sur carton d’Alessandro Allori et données par le Consorzio dei Battilana : La Pentecôte 1596.

Florence. Académie du dessin de Florence
- « Portiera » aux armes de' Médicis et une tapisserie de la série Histoire de Phaéton.

Florence. Bibliothèque Laurentienne
- La Prudence, sur dessin de Baccio del Bianco (attribution), 1637-1640. Sur le dessin d'Allori, Le Baptême de Christ et La Visitation. Sur le dessin d'Alessandro Rosi, une « portiera » avec Vénus, 1696. Sur le dessin d'Alessandro Rosi, une « spalliera » avec des lions couronnés par des Putti et des figures allégoriques, 1691-1694. Sur le dessin par Bernardino Poccetti et de Michelangelo Cinganelli, une colonne avec un tronc d'olivier et médaillons aux armes de' Médicis et le Capricorne. Sur le dessin de Ferdinand Paoli, La Justice et La Forteresse et deux tapisseries verticales avec une colonne, 1707-1709. Sur le dessin de Giovanni Rosi, Saint Paul dans le Troisième Ciel et Saint Paul couronné par un ange, 1645-1646. Sur le dessin de Lorenzo Lippi, Le Temps et La Nuit, 1643. Sur le dessin de Michel-Ange Cinganelli et de sa « bottega », une « portiera » avec Putti et la Paix, 1622 et une tapisserie à colonne avec le médaillon de Caïn et Abel, 1626-1630. Sur le dessin de Michel-Ange Cinganelli, une « portiera » avec un paysage et des chasseurs, 1619-1621. Sur le dessin de Rinaldo Botti, une partie d'un frise avec un bouclier, des palmiers croisés et les armes de' Médicis avec les lys de France, 1711. Sur le dessin de Vincenzo Dandini, une « portiera » avec la Loi de Moïse, 1662.

Florence. Biblioteca Marucelliana
- Dessins préparatoires d'Agostino Melissi pour les Histoires de Cosme Ier.

Florence. Galleria dell'Accademia de Florence

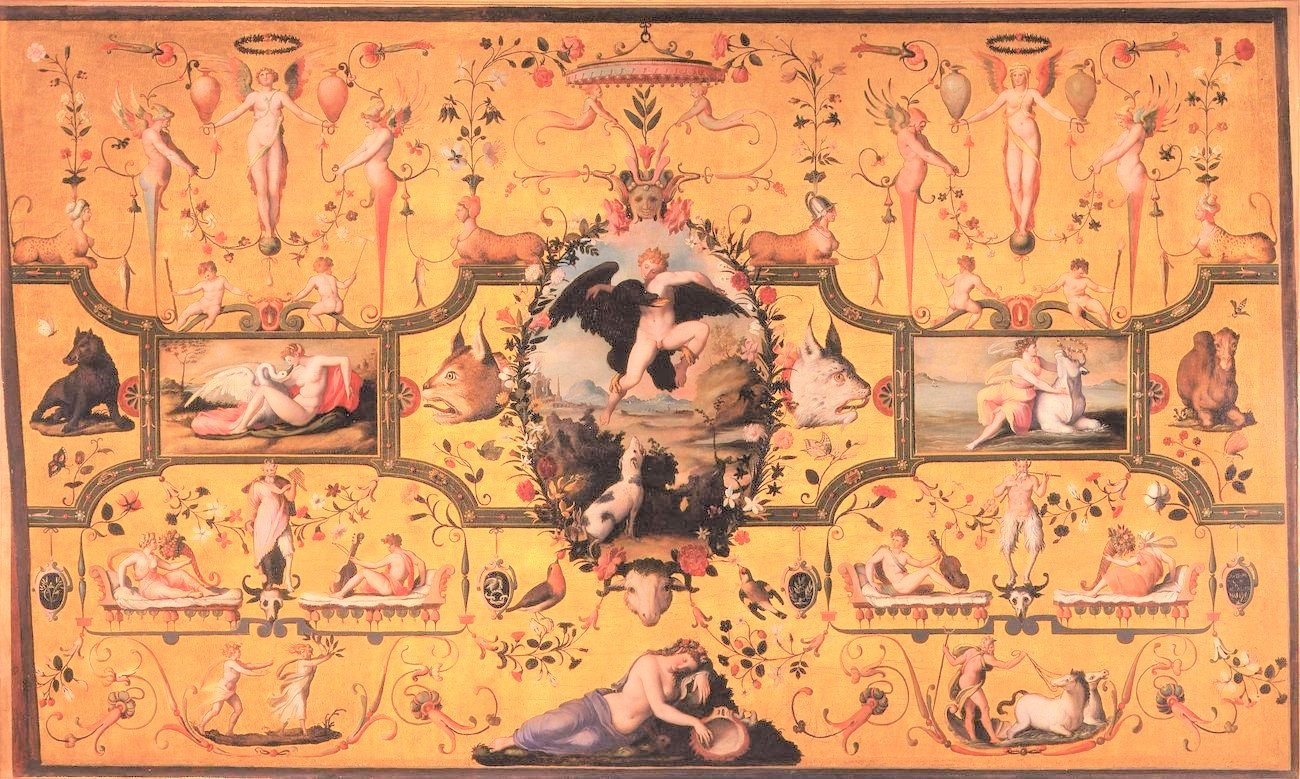
Alessandro Allori, Les Amours de Jupiter (Florence).

- Histoires Florentines, Cosme l'Ancien aide Francesco Sforza, dessin du Stradano, 1571.

Florence. Musée archéologique national
- Le Rat de Proserpine, Antonio Leonardo Bernini, sur le carton de Giuseppe Grisoni, 1733 et La Chute de Phetont, Antonio Leonardo Bernini, sur le carton de Vincenzo Meucci, 1737.

Florence. Musée Bardini
- Les Quatre parties du monde, Antonio Leonardo Bernini e Vittorio Demignot sur les cartons de Giovanni Camillo Sagrestani, 1723-1730.

Florence. Musée national du Bargello
- « Portiera » d'Alessandro Allori avec les Amours de Jupiter.

Florence. Musée des Offices
| Tapissier             | Dessinateur                         | Titre                                | Date      | Dimensions   | Matériels               | Destination destinataire | N. Inventaire Note |
| --------------------- | ----------------------------------- | ------------------------------------ | --------- | ------------ | ----------------------- | ------------------------ | --- |
| Nicolas Karcher       | Francesco Salviati                  | Déposition de la Croix               | 1549      | 202 × 200 cm | Seta lana oro argento   | Pour un autel            | 1 925,773,. |
| Nicolas Karcher       | Francesco Salviati                  | Ecce Homo                            | 1549      | 226 × 218 cm | Soie                    | Pour un autel            | 1 925,60 En 1884, a été exposé au Palais de la Crocetta.                                                                                           |
| Nicolas Karcher       | Francesco Salviati                  | Résurrection du Christ               | 1553      | 228 × 218 cm | Soie, laine, or, argent | Benedetto Accolti        | 1 925,59 |
| Nicolas Karcher       | Francesco Ubertini dit le Bachiacca | Spalliera                            | 1549-1553 | 299 × 348 cm | Soie, laine, or, argent | Palazzo Vecchio          | 1 925,38 En 1884, a été exposé au Palais de la Crocetta. Aux Offices en 1928.                                                                      |
| Nicolas Karcher       | Francesco Ubertini dit le Bachiacca | Spalliera                            | 1549-1553 | 299 × 348 cm | Soie, laine, or, argent | Palazzo Vecchio          | 1 925,39 En 1884, a été exposé au Palais de la Crocetta. Aux Offices en 1928. En 1884, a été exposé au Palais de la Crocetta. Aux Offices en 1928. |
| Nicolas Karcher       | Francesco Ubertini dit le Bachiacca | Mars, Avril, Mai                     | 1552      | 269 × 439 cm | Soie, or, argent        | -                        | 1 925,526. |
| Jan Rost              | Francesco Ubertini dit le Bachiacca | Juin, Juillet                        | 1553      | 269 × 318 cm | Soie, or, argent        | -                        | 1 925,524 |
| Jan Rost              | Francesco Ubertini dit le Bachiacca | Août, Septembre, Octobre, Novembre   | 1553      | 270 × 534 cm | Soie, or, argent        | -                        | 1 925,527 |
| Jan Rost              | Francesco Ubertini dit le Bachiacca | Décembre, Janvier, Février           | 1553      | 363 × 430 cm | Soie, or, argent        | -                        | 1 925,525 |
| Guasparri Papini      | Alessandro Allori                   | Portiera                             | 1589-1600 | 216 × 198 cm | Laine                   | -                        | 234. |
| Guasparri Papini      | Alessandro Allori                   | Portiera                             | 1589-1600 | 195 × 190 cm | Laine                   | -                        | 240. |
| Guasparri Papini      | Alessandro Allori                   | Portiera                             | 1590-1600 | 190 × 200 cm | Laine                   | -                        | 241. |
| Guasparri Papini      | Alessandro Allori                   | La Prière de Jésus dans le Jardin    | 1591      | 367 × 358 cm | Soie, laine, or         | Palazzo Pitti [?]        | 1 925,518. |
| Guasparri Papini      | Alessandro Allori                   | La Dernière Cène                     | 1595      | 367 × 363 cm | Soie, laine, or         | Palazzo Pitti?           | 1 925,519. |
| Guasparri Papini      | Alessandro Allori                   | Le Baiser de Judas                   | 1600      | 365 × 486 cm | Soie, laine, or         | Palazzo Pitti [?]        | 1 925,514. |
| Guasparri Papini      | Alessandro Allori                   | Le Lavement des pieds                | 1600      | 368 × 368 cm | Soie, laine, or         | Palazzo Pitti [?]        | 1 925,520. |
| Guasparri Papini      | Cigli                               | Christ devant Hérode                 | 1600-1601 | 365 × 376 cm | Soie, laine, or         | Palazzo Pitti [?]        | 1 925,517. |
| Guasparri Papini      | Alessandro Allori                   | Christ porte la Croix                | 1605      | 365 × 353 cm | Soie, laine, or         | Palazzo Pitti [?]        | 1 925,516. |
| Guasparri Papini      | -                                   | Christ montré au peuple              | 1616 [?]  | 366 × 490 cm | Soie, laine, or         | Palazzo Pitti [?]        | 1 925,515. |
| Guasparri Papini      | Michelangelo Cinganelli             | Phaéton demande le guide du char     | 1613-1620 | 472 × 487 cm | Soie, laine, or, argent | Cardinal Del Monte       | 1 925,51. |
| Guasparri Papini      | Michelangelo Cinganelli             | Febo montre le char à Phaéton        | 1613-1620 | 472 × 487 cm | Soie, laine, or, argent | Cardinal Del Monte       | 1 925,52 |
| Bernardino Van Asselt | Agostino Melissi                    | Moïse sauvé des eaux                 | 1653 c.   | 527 × 765 cm | Soie, laine             | -                        | 1 925,90. |
| Bernardino Van Asselt | Agostino Melissi                    | Le Passage de la Mer Rouge           | 1653 c.   | 530 × 818 cm | Soie, laine             | -                        | 1 925,630 |
| Giovanni Pollastri    | Giacinto Gemignani                  | Le Couronnement de Jeanne d'Autriche | 1554-1556 | 545 × 870 cm | Laine                   | -                        | 96,. |
| Giovanni Pollastri    | Agostino Melissi                    | Entrée de Cosme Ier à Sienne         | 1666      | 550 × 865 cm | Laine                   | -                        | 95. |

Florence. Cabinet des dessins et des estampes du musée des Offices
- Cartons d'Alessandro Allori. Dessin de Pontormo. Dessins préparatoires d'Agostino Melissi pour les Histoires de Cosme Ier.

Florence. Palazzo Davanzati

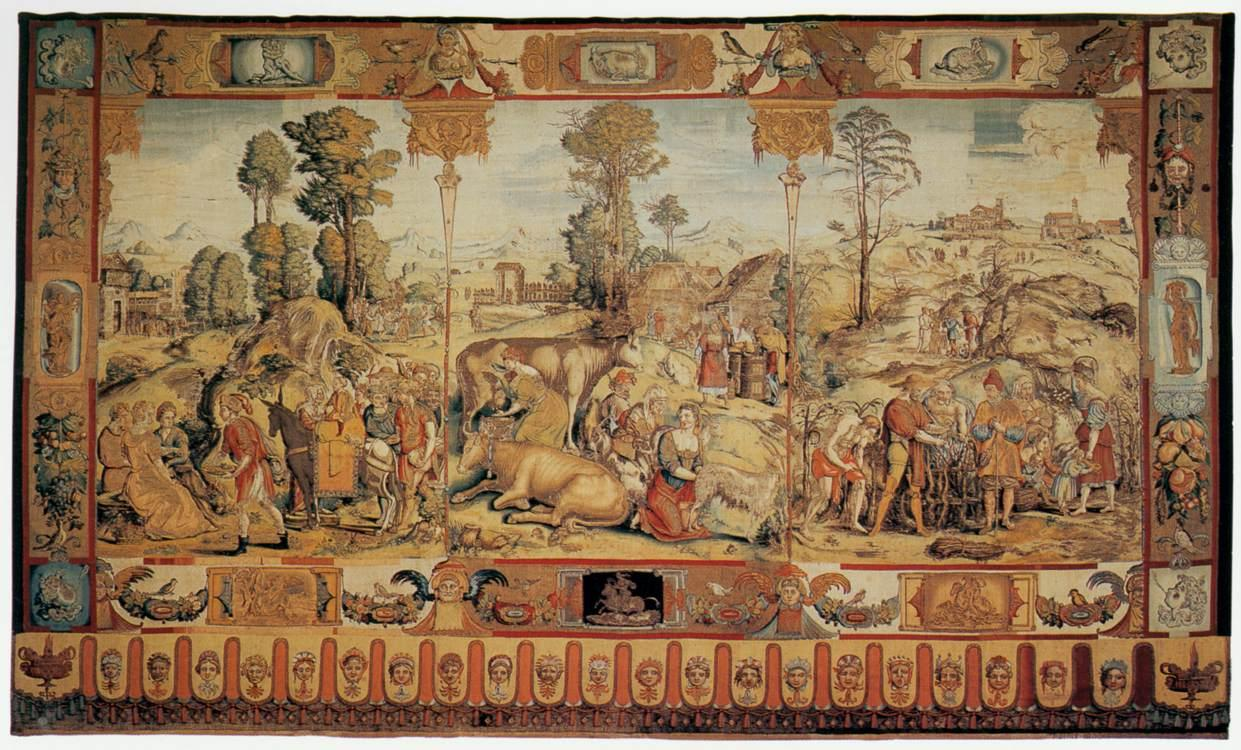
Nicolas Karcher, Les mois de l'année : Mars - Avril - Mai, 1552 (Offices).

- « Spalliere » avec des grotesques, sur le dessin de Francesco Ubertini, dit le Bachiacca. La composition à grotesque couvre tout le champ de la tapisserie. Le Fond, en teinte douce, accentue les détails, même minutes, de la décoration. Des tapisseries à colonne et des sièges avec garnitures.

Florence. Palais Medici-Riccardi
- De la série Les Mois, Octobre ou Le Bacchus sur le tonneau, tapisserie tissée par Guasparri Papini, sur un dessin d'Alessandro Allori, 1619 et une « Portiera » avec une vue en perspective et les armes de' Médicis, première moitié du XVIIe siècle.

Florence Palais Pitti
- De la Série Les Quatre Éléments, Le Feu, sur le carton de Matteo Bonecchi, 1735-1740. Portrait de Gian Gaston de' Médicis, 1735-1740 et Portrait de François de Lorraine, 1740-1744. En dépôt des tapisseries en état de conservation précaire et des fragments de tapisserie.

Florence, Palazzo Vecchio
- Histoires de Joseph, fils de Jacob, une série que fut tissée en 10 « panni », par Jan Rost et Nicolas Karcher, sur cartons d'Agnolo Bronzino, de Jacopo Pontormo et de Francesco Salviati.
- De la décoration complexe de ce palais, conçue par Giorgio Vasari, il ne reste que quelques tapisseries, sur place : de la série Histoire Romaine, la tapisserie L'Empereur Trajan et la veuve ; de la série Histoires d'Hercule, La Victoire d'Hercule sur le Centaure ; de la série Histoire de David, la tapisserie L'onction de David; de la série Les Vertus, La Flore, 1555 et La Justice libère l'Innocence, 1549, tapisseries de Jan Rost sur le dessin du Bronzino. Palazzo Vecchio possède aussi 2 tapisseries de la série Les Virtus : La Chasteté et La Forteresse, tissées par Giovan Battista Termini, 1700-1705. De la série les Chasses, destinée à la Villa médicéenne de Poggio a Caiano, le palais possède les tapisseries La Chasse au porc-épic, 1577, La Chasse au chat sauvage, 1578 et La Chasse au blaireau, 1576-1577, tissées par Benedetto Squilli, sur les dessins du Stradano[note 40].

Naples. Musée de Capodimonte
- Le Sacrifice d'Alexandre, sur le dessin de Francesco Salviati.

Pescia. Museo civico di scienze naturali e archeologia della Valdinievole
- « Portiera » avec La Visitation.

Pise. Museo nazionale di Palazzo Reale
- Les tapisseries médicéennes se trouvent au Palais Royal depuis 1770. 6 tapisseries représentent des scènes de chasse : La Chasse à l'ours, La Chasse aux lapins à l'arbalète, La Chasse aux lièvres avec les braques. Dessinées par Giovanni Stradano (Jan van der Straet), tissées entre le 1568 et le 1570 par Benedetto di Michele Squilli et destinées à la Villa médicéenne de Poggio a Caiano, ces tapisseries font partie d'une série de 36, dont sont conservées 15 - à Florence, à Pise et à Sienne - tissées par volonté du Grand-Duc Cosme Ier, avec le conseil de Giorgio Vasari et de Vincenzo Borghini. Un'autre tapisserie (5 m sur 7 m environ) Clément VII nomme camerlingue le cardinal Hippolyte et 3 « portiere » héraldiques du XVIIe siècle, aux armes de' Médicis et Della Rovere, avec des Vertus et des Putti, tissées sur dessin de Michelangelo Cinganelli et d'Alessandro Rosi[6].

Poggio a Caiano. Villa médicéenne de Poggio a Caiano
- La Chasse au cygne, sur un dessin d'Alessandro Allori, 1567, Giovanni Sconditi et Benedetto Squilli.

Rome. Ambassade d'Italie auprès du Saint-Siège. (Palais Borromeo)
| Tapissier        | Dessinateur       | Titre                            | Date      | Dimensions   | Matériels     | Destination destinataire | N. Inventaire Note |
| ---------------- | ----------------- | -------------------------------- | --------- | ------------ | ------------- | ------------------------ | ------------------ |
| -                | Alessandro Rosi   | Portiera (aux armes de' Medicis) | 1693-1698 | 270 × 181 cm | laine et soie | -                        | 352                |
| -                | Alessandro Rosi   | Portiera (aux armes de' Medicis) | 1693-1698 | 257 × 170 cm | laine et soie | -                        | 357.               |
| Guasparri Papini | Alesandro Allori  | La Cène à Emmaus                 | 1598-1600 | 320 × 230 cm | laine et soie | -                        | 267                |
| Guasparri Papini | Alessandro Allori | La Visitation                    | 1598-1600 | 310 × 215 cm | laine et soie | -                        | 265.               |

Rome. Palais Madame
- « Portiera » avec La Prudence, tissée par Michelangelo Cinganelli.

Alexandre scelle avec l'anneau la bouche de Phocion, (XVIIe siècle) et Les pèlerins en Emmaüs.
Rome. Palais du Quirinal
- Au Palais du Quirinal il y a 10 tapisseries florentines - tissées par Jan Rost et Nicolas Karcher, sur cartons d'Agnolo Bronzino, de Jacopo Pontormo et de Francesco Salviati - qui ont donné le nom à la Salle du Bronzino, aujourd'hui utilisée comme lieu de la première rencontre entre le Président de la République et les chefs d'État en visite officielle. Ces tapisseries, qui font partie de la série biblique des Histoires de Joseph, fils de Jacob, ont été tissées entre le 1544 et le 1553, sur commande de Cosme Ier de Médicis et étaient destinées à orner la salle de' Dugento du Palazzo Vecchio. Est actif un laboratoire de restauration des tapisseries.

Sienne. Palais royal de Sienne
- La Chasse au cerf, de la série les Chasses, sur le dessin du Stradano et la tapisserie Le Char de Diane du XVIIe siècle.

Venise. Musée de la basilique Saint-Marc
- La Vie du Saint, 4 tapisseries, soie, or, argent, 1551, Jan Rost, sur le dessin de Giovanni Battista del Moro. « Paliotto dogale » de Marino Grimani, 1595, sur un dessin d'Alessandro Allori ; « paliotto dogale » d'Alvise Ier Mocenigo, 1571, Alessandro Allori [?][note 43].

### Angleterre
Londres. Ambassade d'Italie au Royaume-Uni

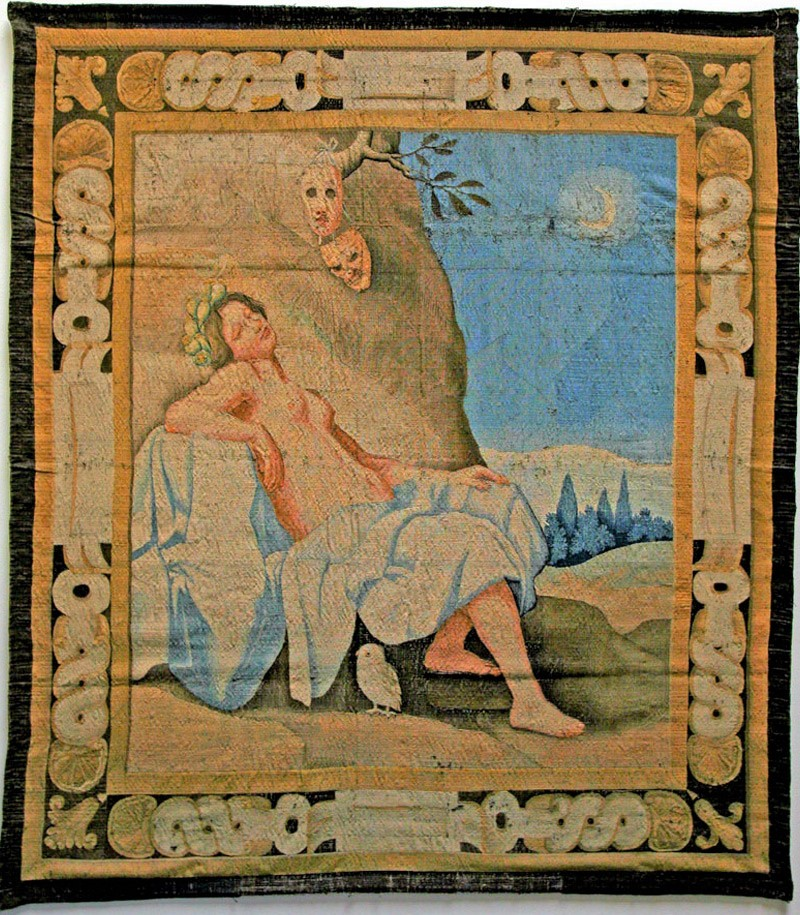
La Nuit, dessin de Lorenzo Lippi,1644 (Londres).

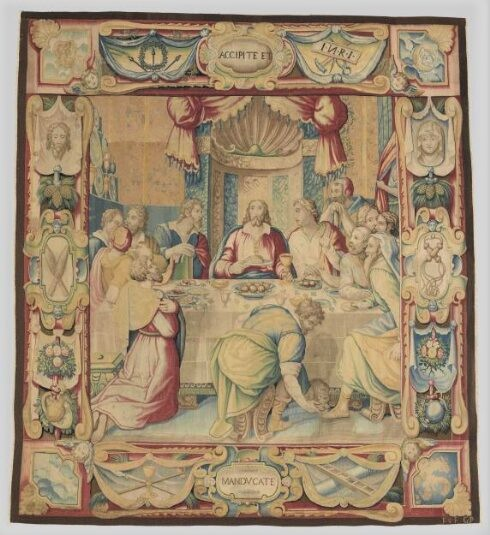
La Dernière Cène d'Alessandro Allori, 1601 (Londres).

- La Nuit, tapisserie tissée par Pietro Lefèbvre, sur dessin de Lorenzo Lippi (1606-1665), 1644, laine et soie, 245 × 280 cm, provenance : Florence, Offices, 248. En dépôt temporaire à l'Ambassade Italienne à Londres, depuis 1933. Dans une bande à tresses, l'allégorie de La Nuit est représentée par une femme, étendue sur un rocher et couronnée de coquelicots. Symboles : une chouette, une demi-lune et deux masques. Cette tapisserie fait partie d'une série de 6, représentante les Heures et tissue en double exemplaire, en 1643 et en 1644. Pietro Lefèbvre, qui a été le responsable de la tapisserie des Médicis depuis 1629, a introduit le métier à tisser vertical à haute lise. La première série a été tissée avec de la laine, de la soie et des fils d'or et d'argent. Un autre exemplaire de La Nuit se trouve à Florence, à la Bibliothèque Laurentienne[9]. « Spalliera » à grotesque, tissée par Nicolas Karcher, sur un dessin de Francesco Ubertini, dit le Bachiacca, 1549-1553.

Figure féminine avec un flambeau, XVIIe siècle, 269 × 190 cm, laine et e soie, 35-37-38. En état de conservation précaire.
Londres. British Museum
- Dessins : Agnolo Bronzino, bordure de tapisserie ; Lodovico Cigoli, « studio » pour une tapisserie pour la Villa della Petraia, réalisée par Melissi en 1660 ; Bronzino, « studio » pour La Justice libère l'Innocence, une des « portiere » - avec Abondance et Primavera et Vénus - commandées par Cosimo Ier[11].

Londres Victoria and Albert Museum
- Des 14 tapisseries représentant la Vie de l'homme, réalisées à la « bottega » de Benedetto Squilli en 1565 pour le Palazzo Vecchio, seulement 4 survivent : une tapisserie, Les trois âges de l'homme, est conservée dans ces musée. Tapisserie de la La Dernière Cène  d'Alessandro Allori, 1601, de la série la Passion du Christ, tissée par Guasparri Papini, 380 × 390 cm[12].

### États-Unis
Minneapolis.Minneapolis Institute of Art
- La Rencontre de Dante et Virgile, sur le dessin de Francesco Salviati, aux armes de la famille Salviati.

New York. MET
- Deux études préliminaires d'Agnolo Bronzino, pour les cartons de la série Histoires de Joseph, fils de Jacob[13].

### France
Paris. Louvre
- Une « portiera » aux armes de' Médicis, 1588-1621, tissée par Guasparri Papini et ornée de personnages et de grotesques, sur fond jaune ; marque de l'atelier « P ». La Chasse au loup, carton pour tapisserie de Jan van der Strae, 1567, pour la décoration de la villa de Poggio a Caiano. Les Figures en adoration devant une statue de dieu terme, dans un paysage, dessin de Stradano, identifié par Alessandra Baroni Vannucci comme l'étude probable pour un des cartons de tapisserie des Histoires du dieu Terme, destinée au Quartiere degli Elementi du Palazzo Vecchio[note 44]. Francesco Salviati, étude pour la figure agenouillée, en bas à droite, dans le Sacrifice d'Alexandre, tapisserie conservée à Naples (Capodimonte). Un dessin de Lodovico Cardi Un pape écrivant sous l'inspiration divine, avec des anges à ses coté, pour une tapisserie, jamais exécutée, pour le cardinal Montalto, commission enregistrée par Filippo Baldinucci[note 45],[14].

Paris. Musée des Arts décoratifs
- « Spalliera » à grotesque, tissée par Nicolas Karcher, sur un dessin de Francesco Ubertini, dit le Bachiacca, 1549-1553.

### Images (tapisseries)

Tapisseries florentines
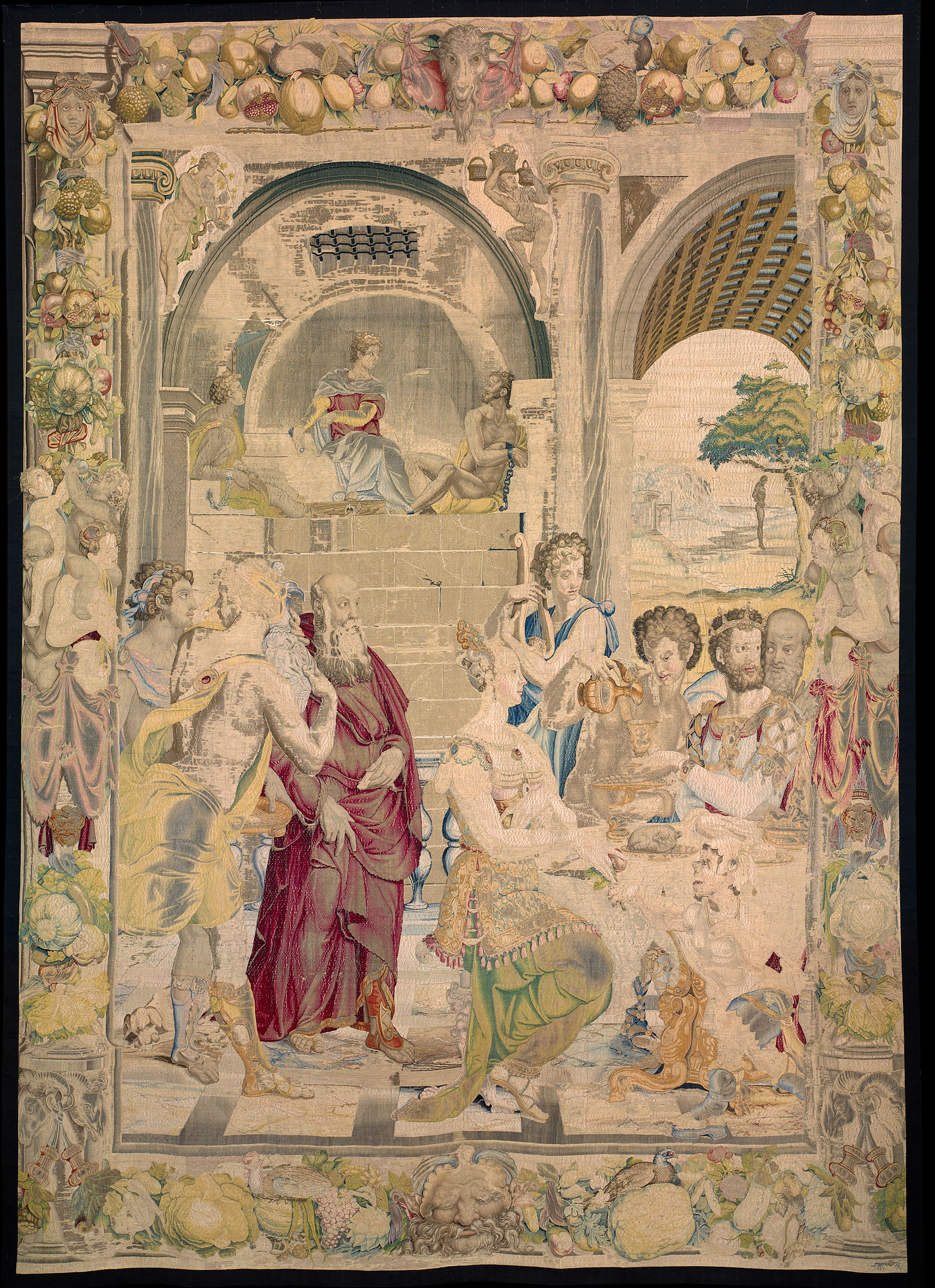
Bronzino, Joseph en prison et le banquet du Pharaon (Histoires de Joseph, fils de Jacob), 1546-1547.
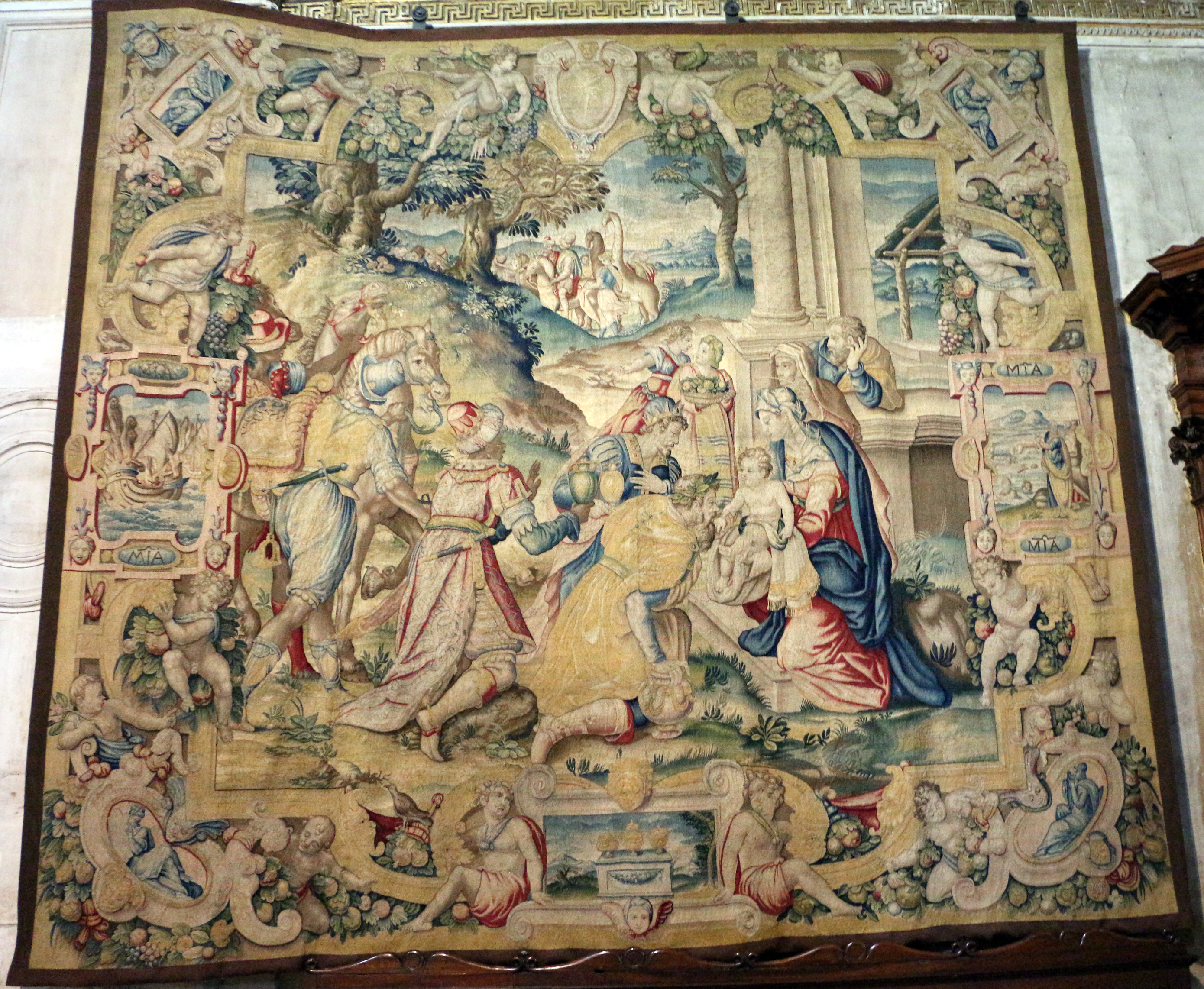
Sur le dessin d'Alessandro Allori, Adoration des Mages, 1583-1586 (Bergame).
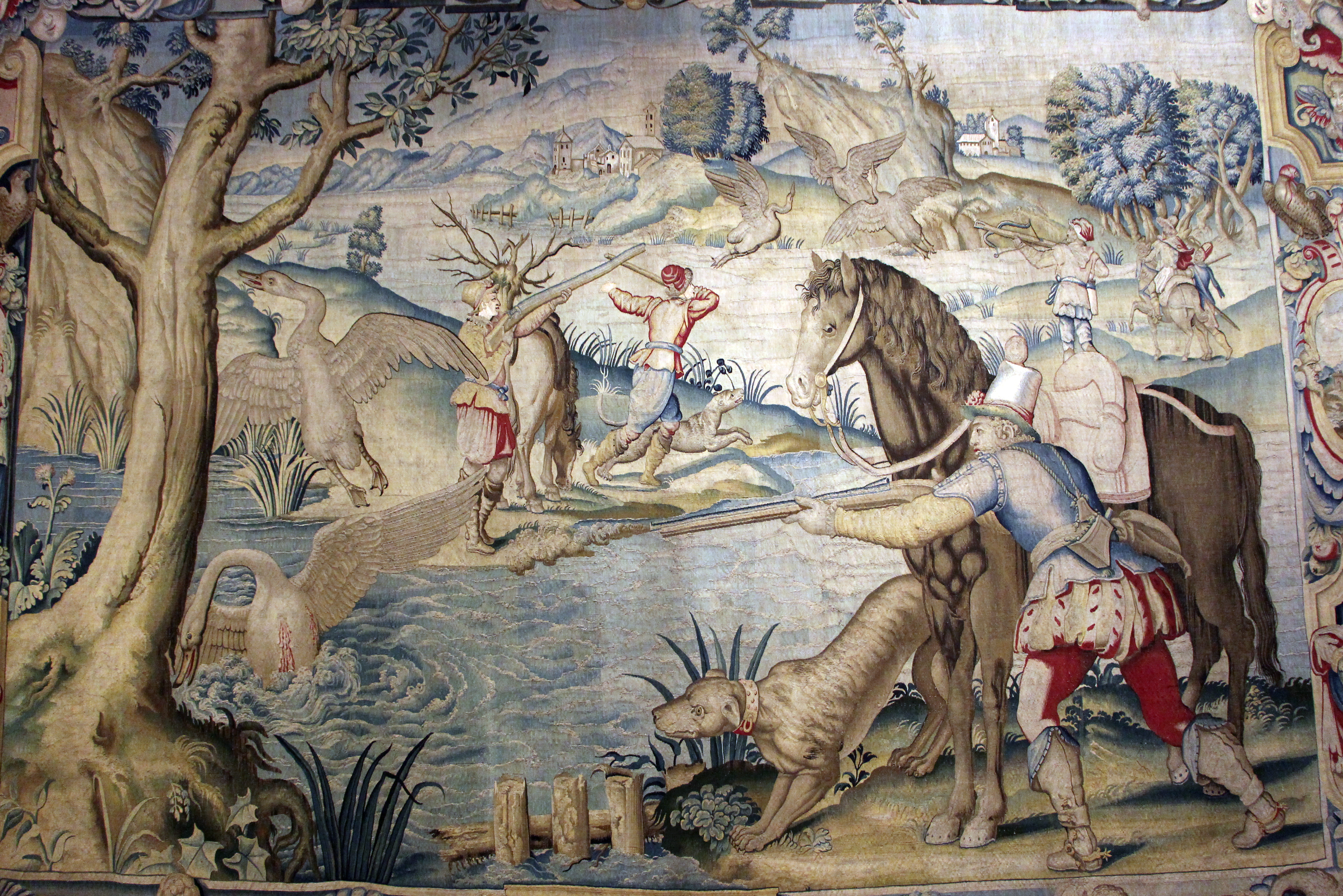
Benedetto Squilli, sur le dessin d'Alessandro Allori, La Chasse au cygne, 1578, pour la Villa médicéenne de Poggio a Caiano.
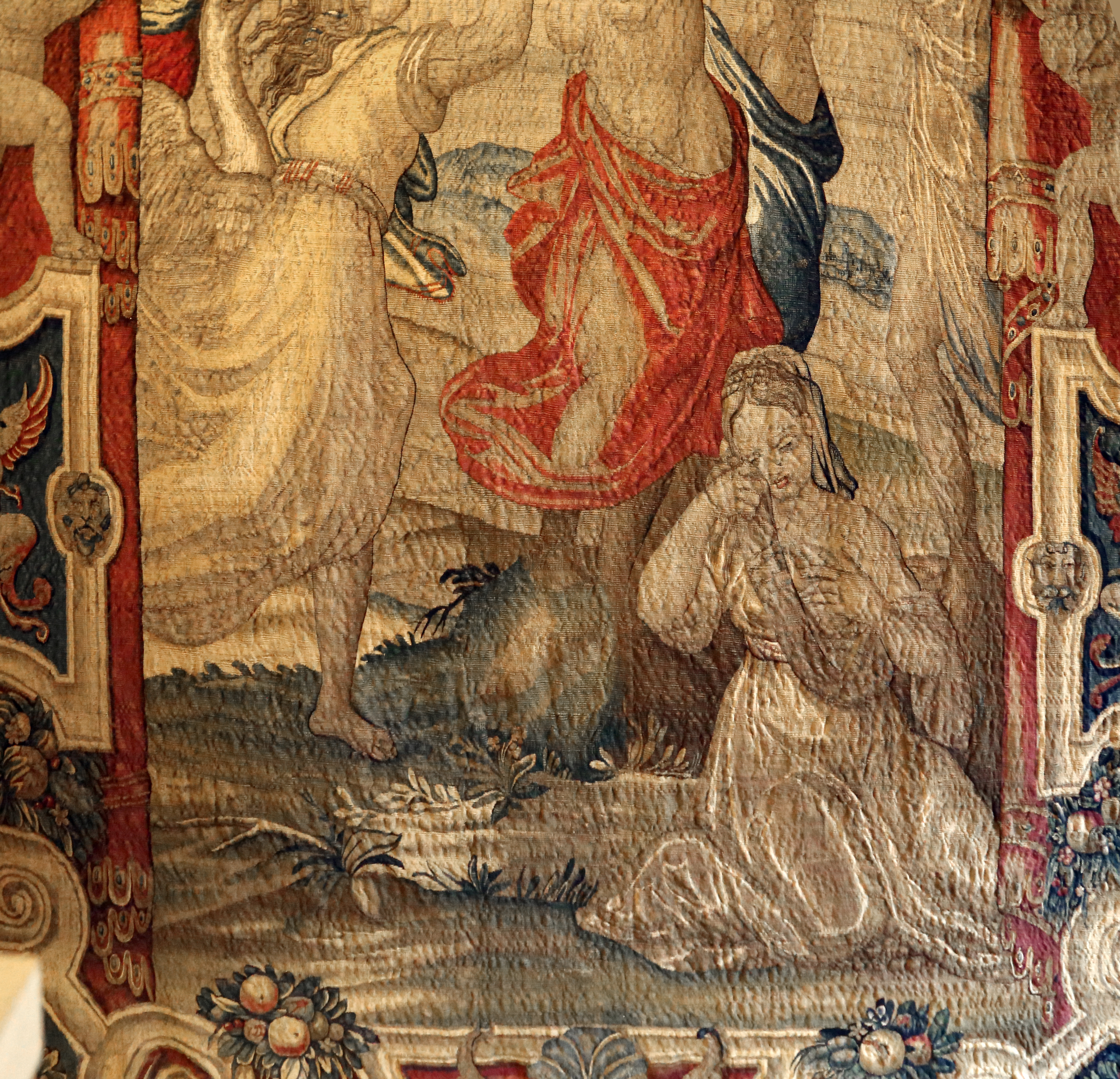
Histoire de Phaéton, détail. (Florence).
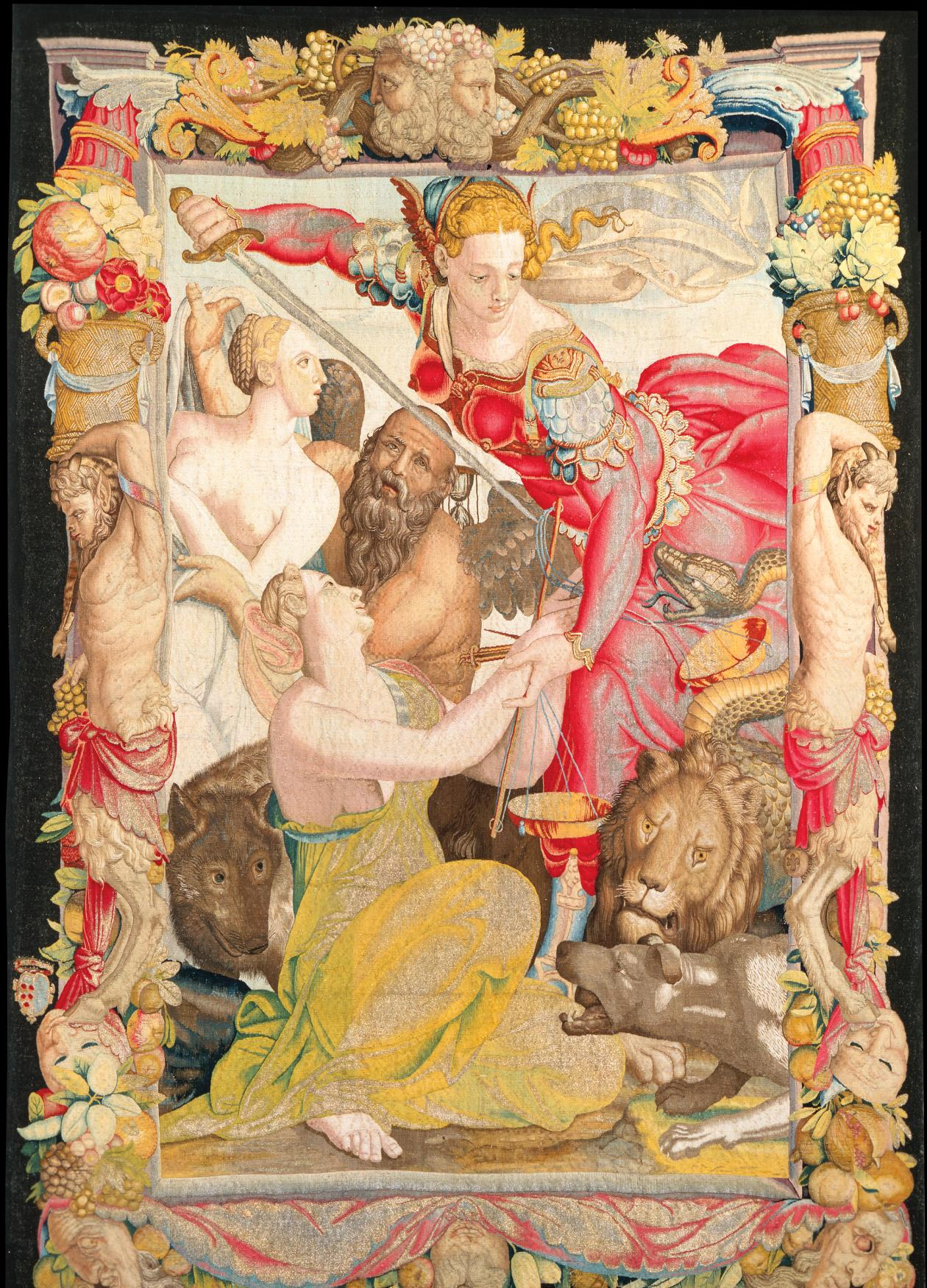
Jan Rost, La Justice rend libre l'Innocence, sur le dessin de Bronzino, 1546-1553, Florence, museo degli Argenti
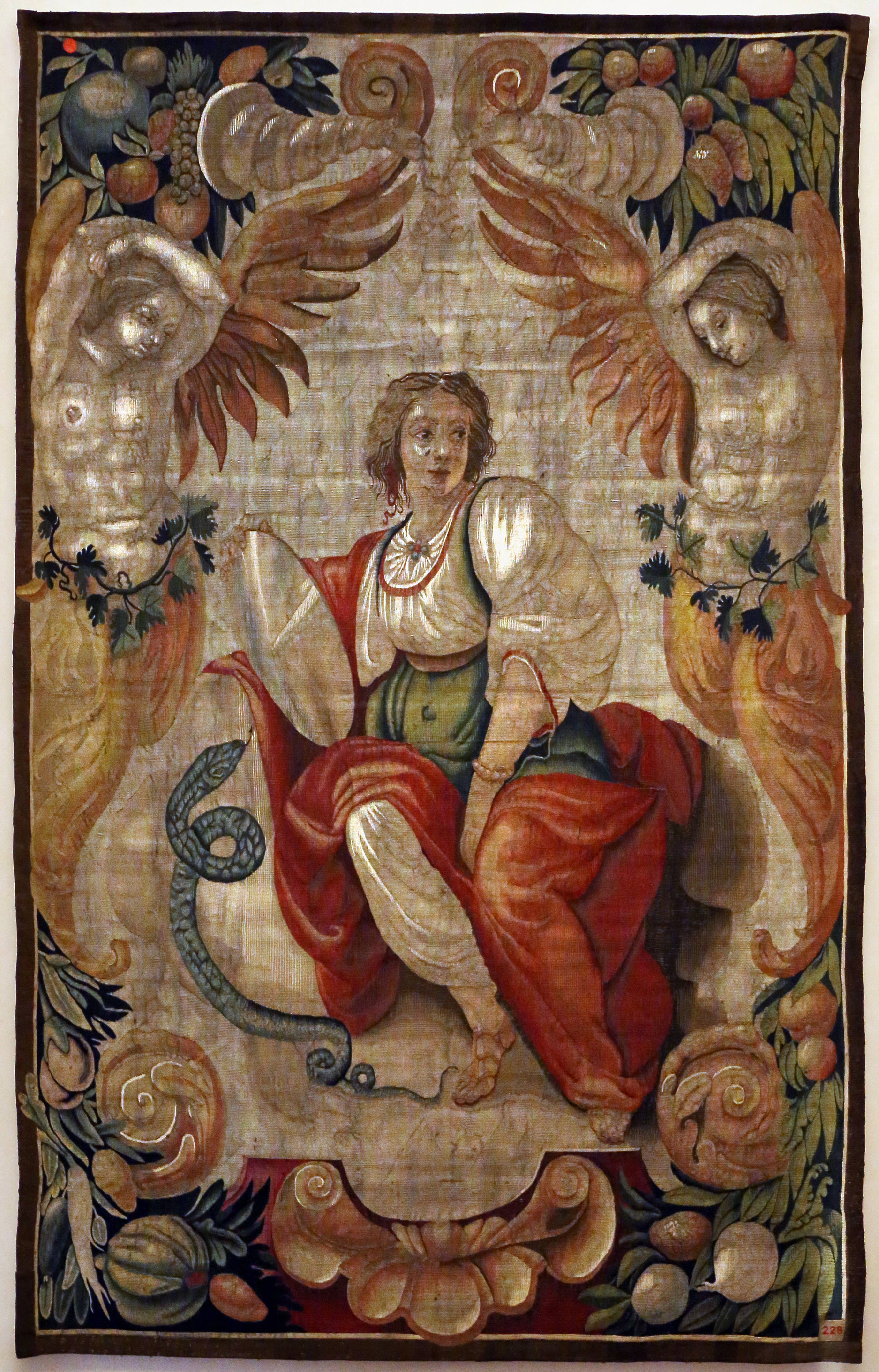
Sur le dessin de Baccio del Bianco (attribution), La Prudence, 1637-1640 (Florence).
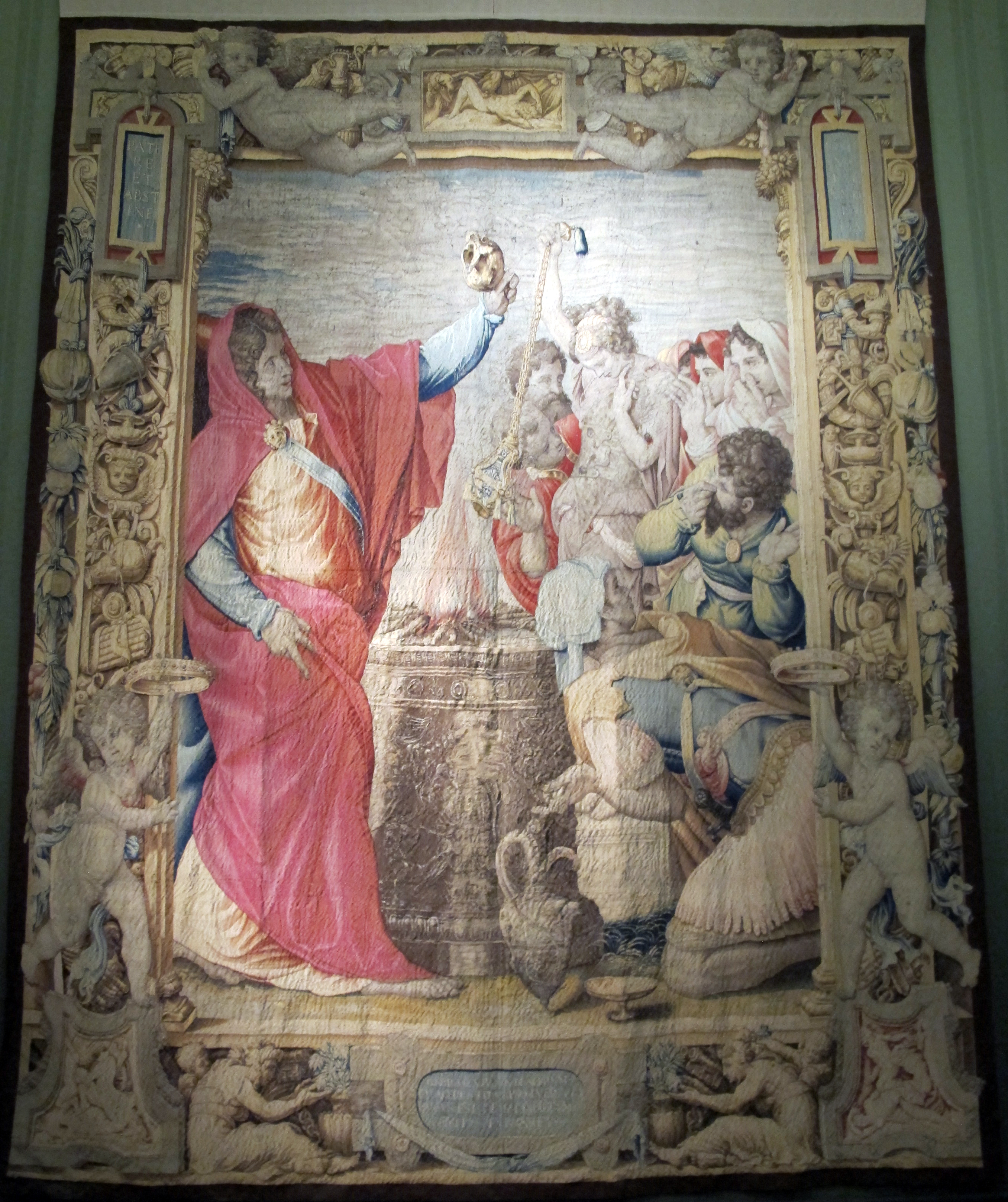
Le Sacrifice d'Alexandre, dessin de Francesco Salviati, post 1542 (Naples).
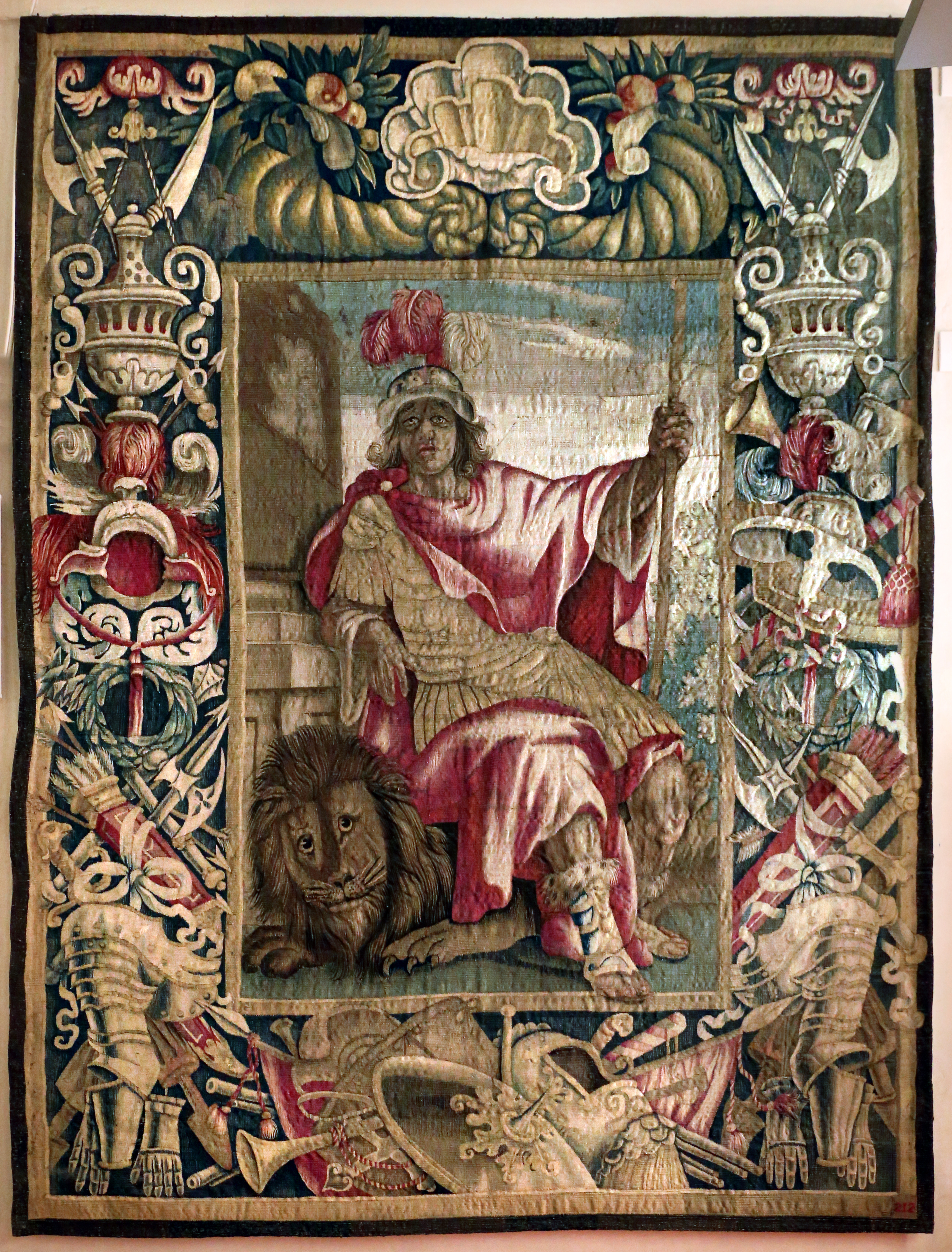
Allégorie de la Forteresse et Trionphes sur le dessin d'Agostino Melissi (attr.), 1653-1654 (Florence).
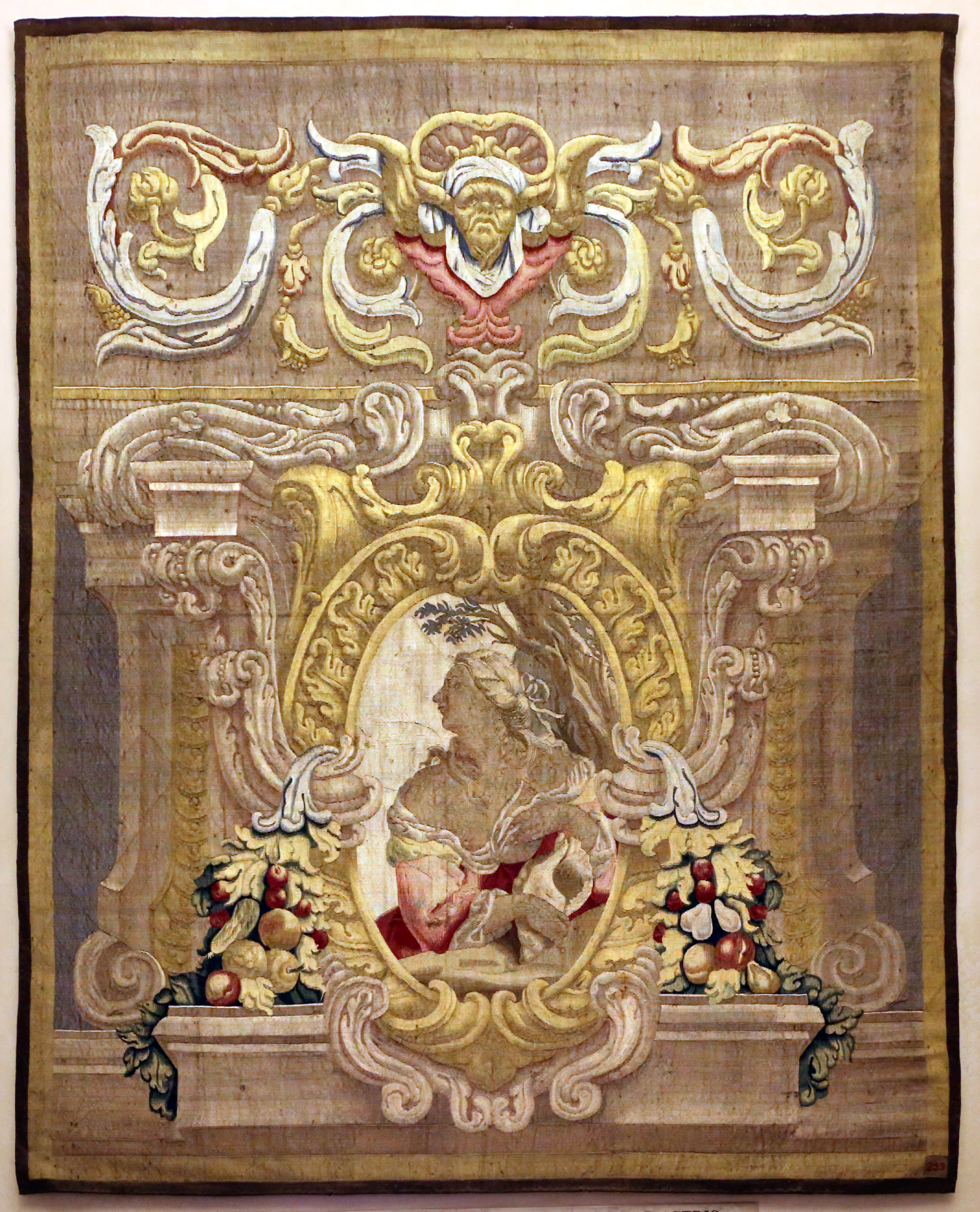
Sur le dessin d'Alessandro Rosi, « portiera » avec Vénus, 1696 (Florence).

### Tapisseries perdues

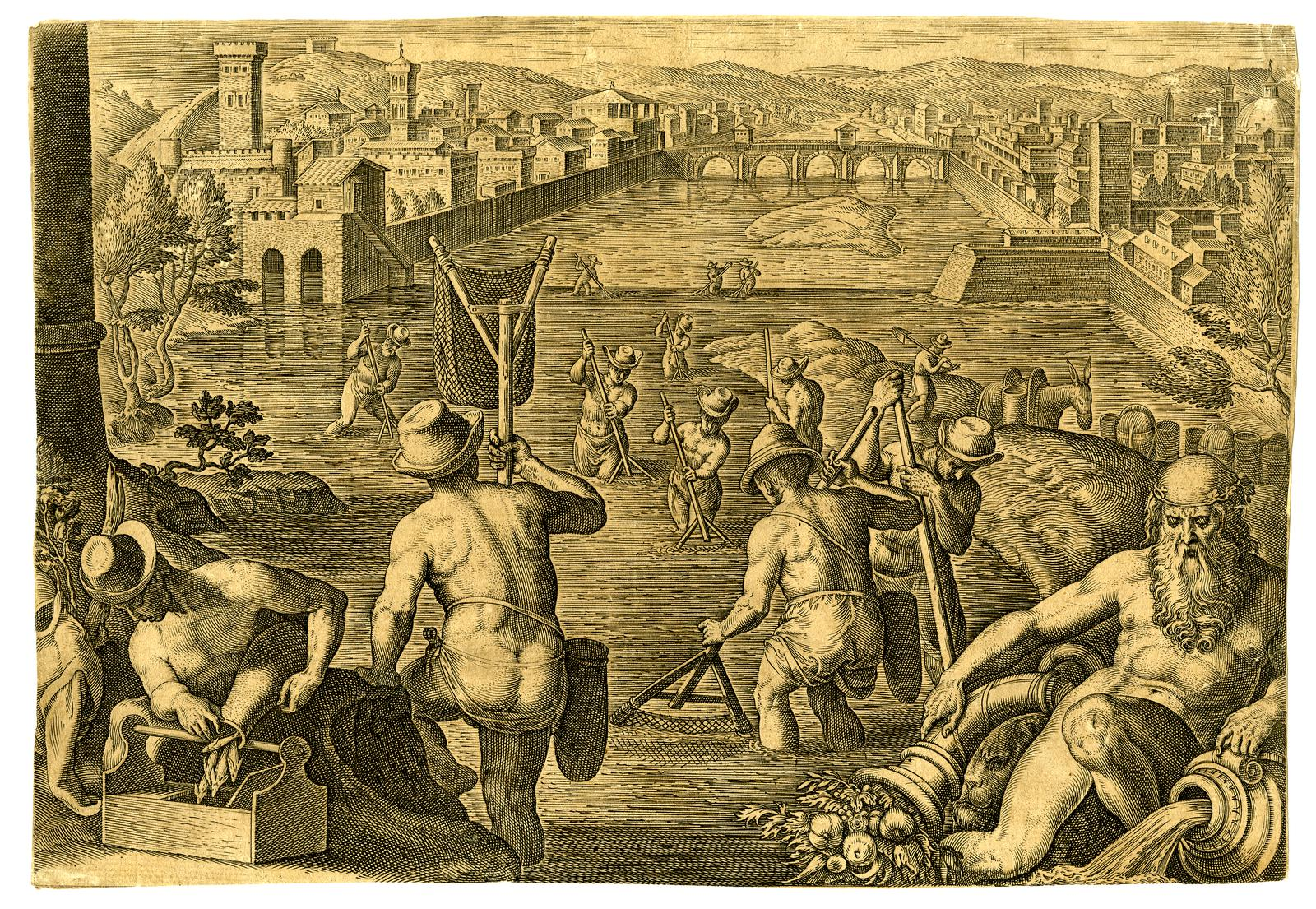
Venationes Ferarum, Avium, Piscium, 1580-1596.

Les grands-ducs de' Médicis considéraient les tapisseries comme des meubles, ils les exposaient aussi bien à l'intérieur qu'à l'extérieur de leurs palais et ils les transféraient dans leurs demeures toscanes. Parfois, pour les adapter à un mur différent, ils les faisaient couper. L'humidité, la fumée des bougies, la lumière du soleil ont détérioré les tapisseries et beaucoup sont perdues.
En 1547, Salviati conçut le carton pour une Histoire de Tarquin et Lucrèce, sur commande du marchand Cristofano Rinieri et un Ecce Homo (en plus de celui connu) qui fut tissé par Nicolas Karcher.
Trois « portiere » sont également perdues, tissées sur le dessin de Bachiacca ; une Histoire de Narcisse, tissée par Romolo et Francesco di Pascino ; la Source du Parnasse et une Histoire de Marsia, sur le dessin de Bronzino. Du Stradano manquent quelques tapisseries des Histoires Florentines et sont également perdues quelques tapisseries de la série des Chasses, mais on en connaît les dessins, parce qu-ils ont été reproduits en gravure et publiés par Filippo Galle (Venationes ferarum, avium, piscium pugnae bestiariorum, 1580-1596),.
Des informations sur les travaux exécutés proviennent des registres de la tapisserie. Parmi les tapisseries perdues il y a un parement avec les Histoires de David, tissé pour un Tiepoli de Venise ; des « portiere », 1585, tissées sur les cartons d'Allori et destinées à un noble espagnol ; une Histoire de la Guerre du Portugal, tissée sur les cartons d'Allori, 1589 ; un drap avec Florence et Sienne, envoyé en Espagne ; deux « spalliere » avec les Histoires de Saint Jean l'Évangéliste et Saint Jean le Baptiste, destinées à la Basilique Saint-Jean-de-Latran ; 12 « spalliere » avec les Histoires d'Alexandre, envoyées à Venise ; des « panni » avec Histoire de Saint Michel, envoyés en cadeau par le grand-duc à un gentilhomme espagnol à Alicante, 1594 et une Histoire des Centaures, également envoyée en Espagne, en 1590. Un'autre Histoire des Centaures, tissée pour le grand-duc en 1580-1581, est perdue ; tandis que sa réplique, 1588-1594, est conservée. Ont a également perdu les deux séries jumelles Histoire de Phétont, 1585-1586 et 1594. Ces tapisseries étaient destinés à la villa de Poggio à Caiano.

### Images (Paoli)

Tapisseries sur dessin de Ferdinando Paoli 1707-1709
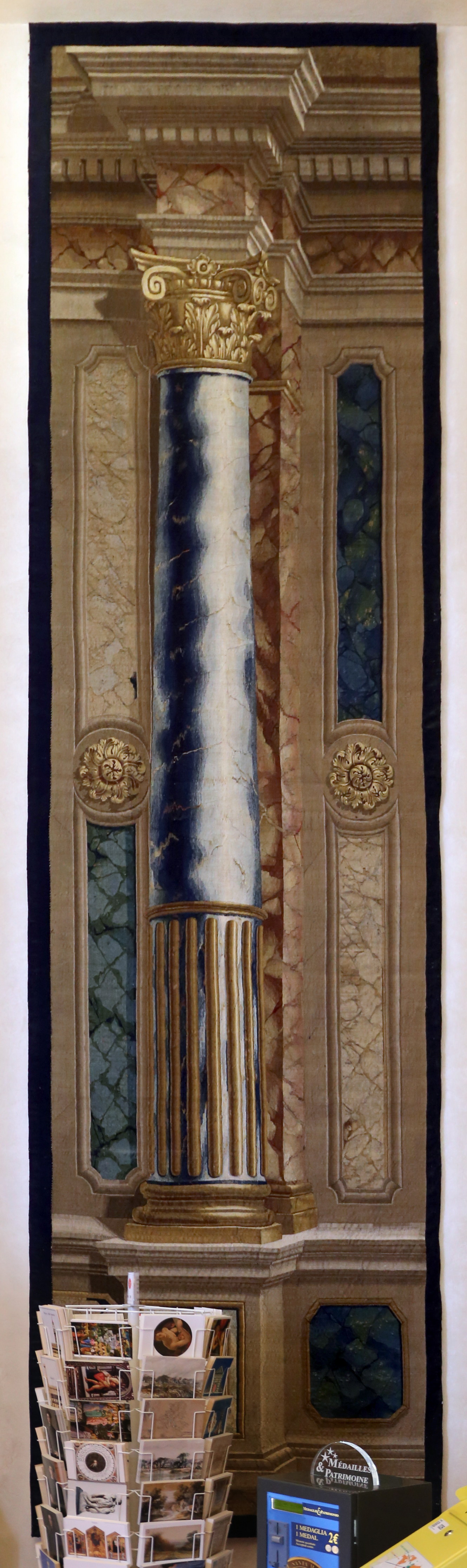
Frise vertical
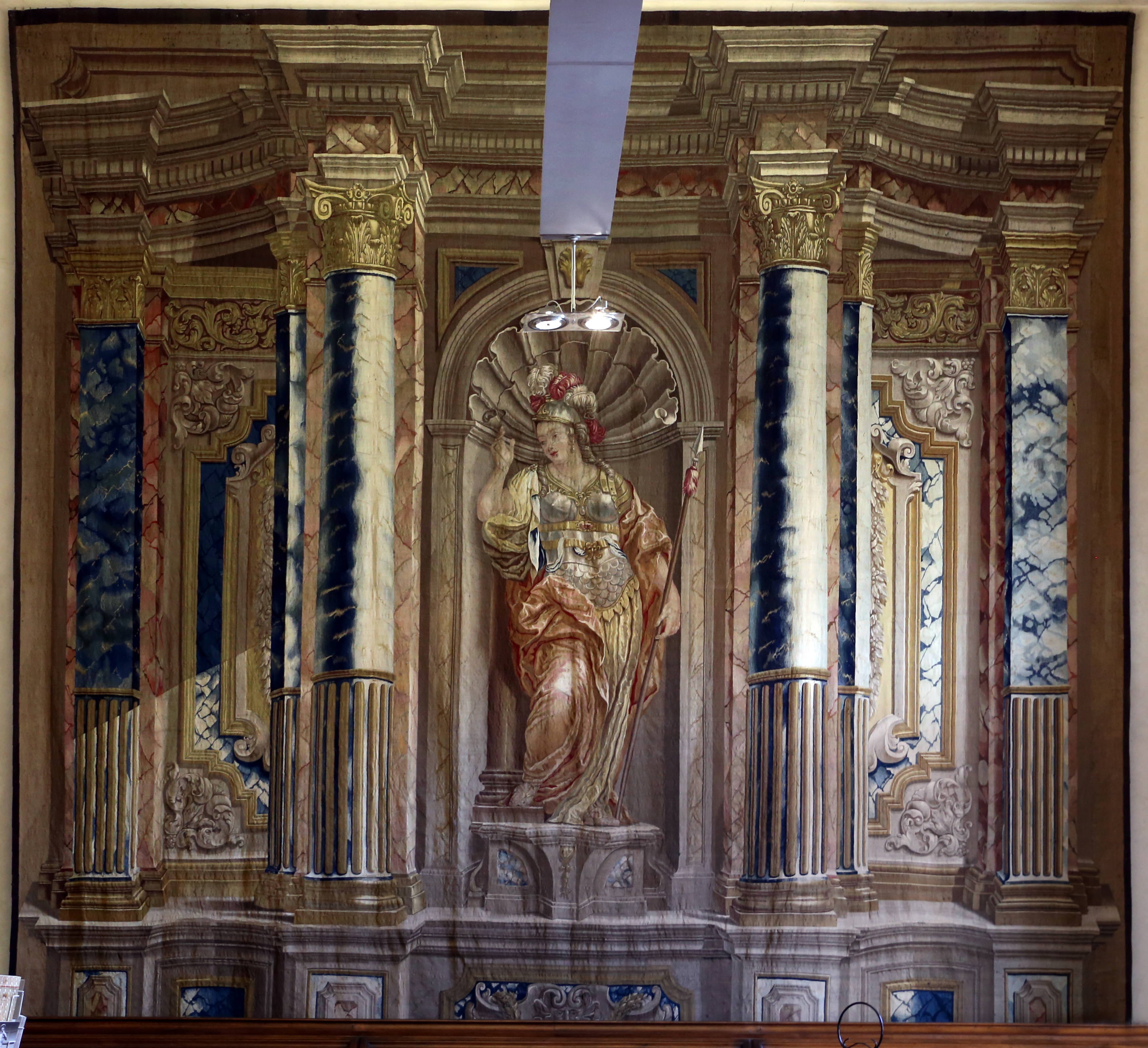
La Forteresse (série à Florence, Bibliothèque Laurentienne)
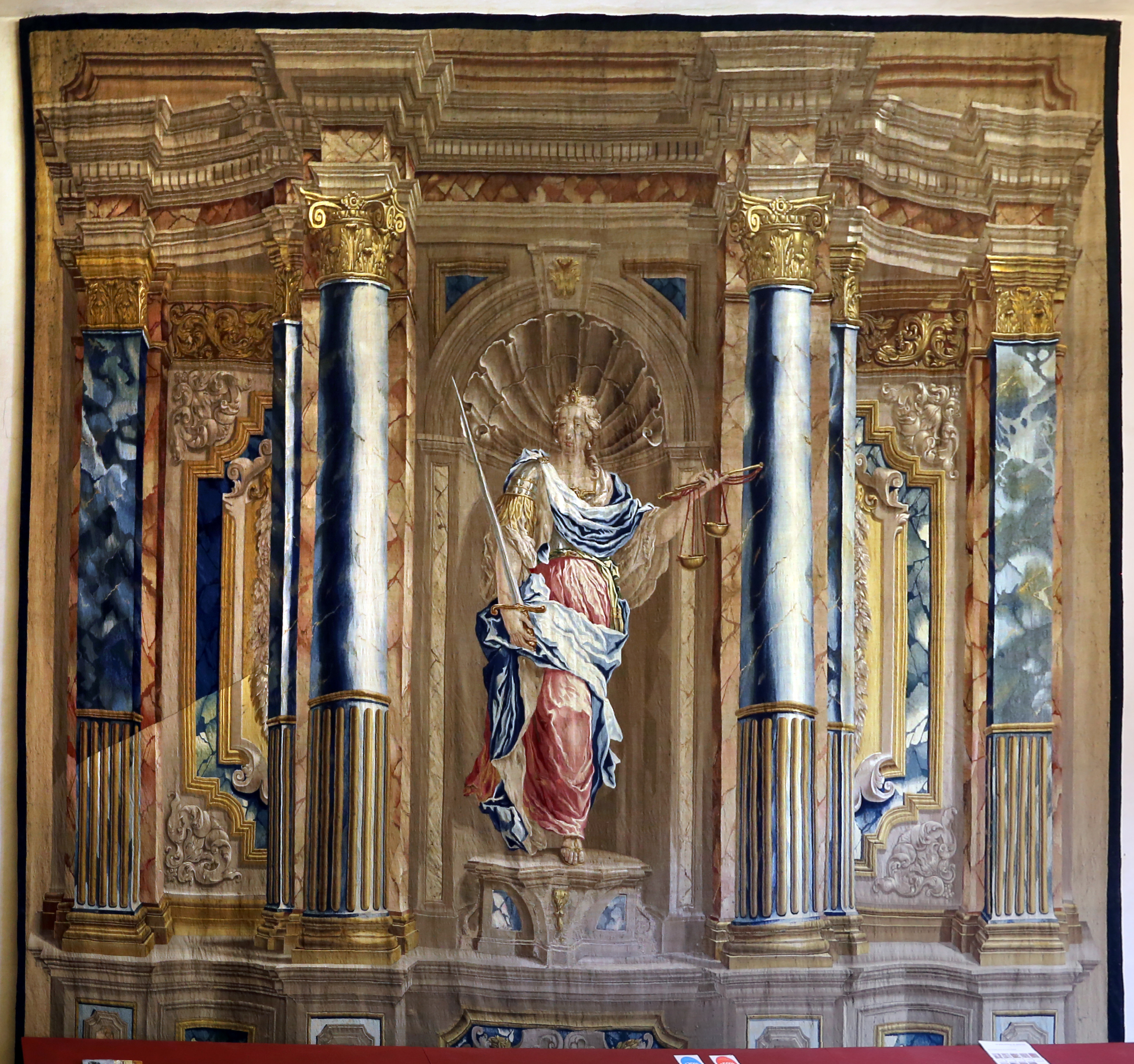
La Justice
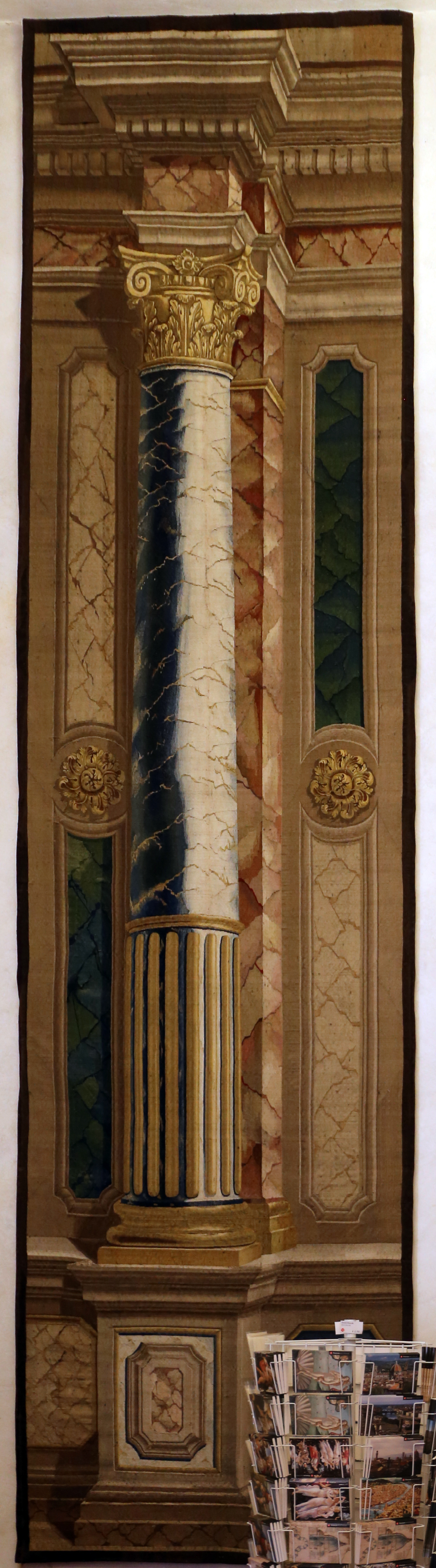
Frise vertical

## Expositions
- 1870 : Florence, Oratoire du Complesso di San Firenze.
- 1980 : Florence, Palazzo Vecchio, Committenze e Collezionismo medicei[note 50],[note 51].
- 2006 : Florence, Musée des Offices, Aula de San Pier Scheraggio - 4 avril-4 juin, Gli arazzi dei Granduchi. Un patrimonio da non dimenticare[note 52].
- 2008 : Florence, Palazzo Pitti, Palazzina de la Meridiana, La nascita dell'arazzeria medicea. Dalle botteghe dei maestri fiamminghi alla manifattura ducale dei "Creati fiorentini"[15],[note 53].
- 2010 19 avril-30 juin : Rome, Palais du Quirinal, Galleria di Alessandro VII, Giuseppe negli arazzi di Pontormo e Bronzino[note 54].
- 2014 : Florence, Musée des Offices, Salle des Reali poste - 28 mai-28 juin, Arazzi Medici, giganti fragili[note 55],[note 56].
- 2015-2016 : Florence, Palazzo Vecchio, Salle des Dugento - 15 septembre 2015-15 février 2016 ; Rome, Palais du Quirinal, Salon des Corazzieri - 17 février - avril 2016 ; Milan, Palais royal de Milan, Salle des Cariatides, "Il Principe dei Sogni" : gli arazzi medicei a Palazzo Vecchio[note 57],[note 58].
- 2016 : Florence, Musée des Offices, La Bellezza Salvata. Firenze 1966-2016[16],[note 59].
- 2016-2017 : Florence, Palazzo Pitti, I Quattro Continenti. Arazzi fiorentini su cartone di Giovanni Camillo Sagrestani - 27 septembre 2016-8 janvier 2017[17].
- 2019 : Florence, Palazzo Pitti, Salle Bianca e Salle des Nicchie, Omaggio a Cosimo I - Una biografia tessuta. Gli arazzi in onore di Cosimo I. 5 juin-29 septembre[18],[note 60],[note 61].